# クレヨンしんちゃんのアニメエピソード一覧 (2022年 - )
クレヨンしんちゃんのアニメエピソード一覧 (2022年 - )（クレヨンしんちゃんのアニメエピソードいちらん）では、テレビアニメ『クレヨンしんちゃん』で2022年 - に放送された放送タイトルを記述する。また、ここでは2本、または3本の話を1話としてまとめる。〈再〉と表記してある話は再放送として放送されたタイトルである。また、「TV版傑作選」と「スペシャル」に収録されているものを「DVD収録」とする。「TV版傑作選」と「スペシャル」に収録されてない話は「 - 」とする。ただし、「TV版傑作選」と「スペシャル」には収録されてないが、別のDVDや『クレヨンしんちゃんぶりぶりCLUB』（テレ朝動画）で収録（配信）されている話は、「○」とする。以下特記のない限り、時間帯は日本標準時、放送日はテレビ朝日基準の日付を示す。放送休止や臨時枠移動、特定の放送局のみ異なる放送日程等の事例に関しては、表内に付記された注釈に併せて「クレヨンしんちゃん (アニメ) § 放送局・配信元」を参照。

## 2022年
| 話数             | DVD収録                                                            | サブタイトル                                                       | 脚本                                                               | 絵コンテ                                                           | 演出                                                               | 作画監督                                                           | 放送日   |
| ---------------- | ------------------------------------------------------------------ | ------------------------------------------------------------------ | ------------------------------------------------------------------ | ------------------------------------------------------------------ | ------------------------------------------------------------------ | ------------------------------------------------------------------ | -------- |
| 第1113話         | 第10期⑪                                                            | 父ちゃんのお土産大作戦だゾ（2012年）〈再〉                         | 小川真                                                             | 義野利幸                                                           | ささきひろゆき                                                     | 原勝徳                                                             | 1月8日   |
| 第1113話         | 第16期③                                                            | かたづけたい母ちゃんだゾ                                           | 中弘子                                                             | ムトウユージ                                                       | 佐々木忍                                                           | 門脇孝一                                                           | 1月8日   |
| 第1113話         | -                                                                  | フリースタイルしんちゃん カスカベのラッパー#1                      | 永野たかひろ                                                       | 三浦陽                                                             | 佐藤いよ                                                           | 針金屋英郎                                                         | 1月8日   |
| 第1114話         | 第13期①                                                            | 秘湯に行くゾ（2016年）〈再〉                                       | 黒住光                                                             | 平井峰太郎                                                         | 平井峰太郎                                                         | 高倉佳彦 林静香                                                    | 1月15日  |
| 第1114話         | -                                                                  | フリースタイルしんちゃん カスカベのラッパー#2                      | 永野たかひろ                                                       | 三浦陽                                                             | 佐藤いよ                                                           | 高倉佳彦 林静香                                                    | 1月15日  |
| 第1115話         | 第11期⑫                                                            | ワカサギ釣りだゾ（2014年）〈再〉                                   | うえのきみこ                                                       | 貞光紳也                                                           | 貞光紳也                                                           | 樋口善法                                                           | 1月22日  |
| 第1115話         | -                                                                  | カサを壊したのはダレ?だゾ                                          | 黒住光                                                             | 横山広行                                                           | 横山広行                                                           | 大森孝敏                                                           | 1月22日  |
| 第1115話         | -                                                                  | フリースタイルしんちゃん カスカベのラッパー#3                      | 永野たかひろ                                                       | 三浦陽                                                             | 佐藤いよ                                                           | 原勝徳                                                             | 1月22日  |
| 第1116話         | 第13期③                                                            | 隣のおじさんの顔が見たいゾ（2016年）〈再〉                         | 清水東                                                             | 横山広行                                                           | 横山広行                                                           | 木村陽子                                                           | 1月29日  |
| 第1116話         | -                                                                  | おねい散歩だゾ                                                     | 清水東                                                             | しぎのあきら                                                       | 佐々木忍                                                           | 尾鷲英俊                                                           | 1月29日  |
| 第1116話         | -                                                                  | 風間くんてどんな顔?だゾ                                            | 中弘子                                                             | しぎのあきら                                                       | 平井峰太郎 ムトウユージ                                            | 高倉佳彦                                                           | 1月29日  |
| 第1117話         | 第10期⑥                                                            | リモコンがいっぱいだゾ（2011年）〈再〉                             | 翁妙子                                                             | 貞光紳也                                                           | 貞光紳也                                                           | 樋口善法                                                           | 2月5日   |
| 第1117話         | -                                                                  | 雪山でそーなんですだゾ                                             | モラル                                                             | 平井峰太郎                                                         | 平井峰太郎 ムトウユージ                                            | 間々田益男                                                         | 2月5日   |
| 第1117話         | -                                                                  | シロのチューさいだゾ                                               | 阪口和久                                                           | 平井峰太郎                                                         | 平井峰太郎 ムトウユージ                                            | 林静香                                                             | 2月5日   |
| 第1118話         | 第10期⑫                                                            | カイロであったカイロだゾ（2012年）〈再〉                           | 翁妙子                                                             | 貞光紳也                                                           | 貞光紳也                                                           | 樋口善法                                                           | 2月12日  |
| 第1118話         | -                                                                  | 家電量販店に行くゾ                                                 | 川辺美奈子                                                         | 横山広行                                                           | 横山広行                                                           | 入江康智                                                           | 2月12日  |
| 第1118話         | -                                                                  | アクション仮面ぬり絵だゾ                                           | 晨原大輔                                                           | 横山広行                                                           | 横山広行                                                           | 木村陽子                                                           | 2月12日  |
| 第1119話         | ○                                                                  | 爆盛!のはらーめんだゾ（2018年）〈再〉                              | うえのきみこ                                                       | 横山広行                                                           | 横山広行                                                           | 間々田益男                                                         | 2月19日  |
| 第1119話         | -                                                                  | ぶりぶりざえもんの冒険 メガ盛り編                                  | モラル                                                             | 横山広行                                                           | 横山広行                                                           | 間々田益男                                                         | 2月19日  |
| 第1120話         | 第12期④                                                            | 晩ごはんはまかせろだゾ（2014年）〈再〉                             | 翁妙子                                                             | 松村玲                                                             | 大豆一博                                                           | 大豆一博                                                           | 2月26日  |
| 第1120話         | -                                                                  | 私を月に連れてってだゾ                                             | ひるまちかこ                                                       | しぎのあきら                                                       | しばたあきひさ                                                     | 橋本とよ子                                                         | 2月26日  |
| 第1120話         | -                                                                  | ネネちゃんの帽子だゾ                                               | 中弘子                                                             | しぎのあきら                                                       | しばたあきひさ                                                     | 木村陽子                                                           | 2月26日  |
| 第1121話         | 第10期⑥                                                            | シロとおつかいだゾ（2011年）〈再〉                                 | 翁妙子                                                             | 平井峰太郎                                                         | 平井峰太郎                                                         | 若松孝思                                                           | 3月5日   |
| 第1121話         | 第13期⑪                                                            | 父ちゃんと相撲だゾ（2017年）〈再〉                                 | ひるまちかこ                                                       | 平井峰太郎                                                         | 平井峰太郎                                                         | 間々田益男                                                         | 3月5日   |
| 第1121話         | -                                                                  | 母ちゃんに教えるゾ                                                 | 川辺美奈子                                                         | ムトウユージ                                                       | ムトウユージ                                                       | 尾鷲英俊                                                           | 3月5日   |
| 第1122話         | 第11期⑦                                                            | ランドセルを背負いたいゾ（2013年）〈再〉                           | 中弘子                                                             | 横山広行                                                           | 横山広行                                                           | 門脇孝一                                                           | 3月12日  |
| 第1122話         | -                                                                  | 紅さそり隊のホームステイだゾ                                       | 黒住光                                                             | しぎのあきら                                                       | 佐藤いよ                                                           | 間々田益男                                                         | 3月12日  |
| 第1122話         | -                                                                  | 勝手に捨てちゃダメだゾ                                             | 阪口和久                                                           | 平井峰太郎                                                         | 西平淑郎                                                           | 木村陽子                                                           | 3月12日  |
| 第1123話         | 第10期⑥                                                            | 自転車通勤するゾ（2011年）〈再〉                                   | 静谷伊佐夫                                                         | 義野利幸                                                           | ささきひろゆき                                                     | 間々田益男                                                         | 3月19日  |
| 第1123話         | -                                                                  | レアを出したいゾ                                                   | 阪口和久                                                           | 横山広行                                                           | 横山広行                                                           | 尾鷲英俊                                                           | 3月19日  |
| 第1123話         | -                                                                  | ななこおねいさん起こして～だゾ                                     | 川辺美奈子                                                         | 横山広行                                                           | 横山広行                                                           | 木村陽子                                                           | 3月19日  |
| 第1124話         | 第9期⑦                                                             | ゴムをとりかえるゾ（2009年）〈再〉                                 | 中弘子                                                             | 平井峰太郎                                                         | 平井峰太郎                                                         | 間々田益男                                                         | 3月26日  |
| 第1124話         | 第10期①                                                            | ボーちゃんとひまわりだゾ（2010年）〈再〉                           | 翁妙子                                                             | 貞光紳也                                                           | 貞光紳也                                                           | 樋口善法                                                           | 3月26日  |
| 第1124話         | -                                                                  | 営業の極意だゾ                                                     | 晨原大輔                                                           | しぎのあきら                                                       | 末田宜史                                                           | 門脇孝一                                                           | 3月26日  |
| 第1125話         | -                                                                  | 愛の熟成肉だゾ                                                     | 清水東                                                             | しぎのあきら                                                       | 佐々木忍                                                           | 間々田益男                                                         | 4月2日   |
| 第1125話         | 第8期⑬                                                             | オラ2歳だゾ（2006年）〈再〉                                        | 中弘子                                                             | ささきひろゆき                                                     | ささきひろゆき                                                     | 若松孝思                                                           | 4月2日   |
| 第1125話         | -                                                                  | オラの新しいペットだゾ                                             | 中弘子                                                             | しぎのあきら                                                       | 佐々木忍                                                           | 木村陽子                                                           | 4月2日   |
| 第1126話         | 第8期⑮                                                             | 心配がイッパイだゾ（2007年）〈再〉                                 | 中弘子                                                             | 貞光紳也                                                           | 貞光紳也                                                           | 樋口善法                                                           | 4月9日   |
| 第1126話         | -                                                                  | カンタムロボ愛の決戦だゾ                                           | 黒住光                                                             | しぎのあきら                                                       | 佐藤いよ                                                           | 橋本とよ子                                                         | 4月9日   |
| 第1126話         | -                                                                  | 見逃したアクション仮面だゾ                                         | 黒住光                                                             | ムトウユージ                                                       | ムトウユージ                                                       | 門脇孝一                                                           | 4月9日   |
| 第1127話         | -                                                                  | アクション仮面・妹だゾ                                             | 川辺美奈子                                                         | 横山広行                                                           | 横山広行                                                           | 間々田益男                                                         | 4月16日  |
| 第1127話         | 第8期⑰                                                             | オラがオラになった日だゾ（2007年）〈再〉                           | 中弘子                                                             | 横山広行                                                           | 横山広行                                                           | 針金屋英郎                                                         | 4月16日  |
| 第1127話         | -                                                                  | 黒幕だゾ                                                           | モラル                                                             | しぎのあきら                                                       | 横山広行                                                           | 木村陽子                                                           | 4月16日  |
| SPECIAL SUNDAY 5 | クレヨンしんちゃん 謎メキ!花の天カス学園（2021年）（監督：高橋渉） | クレヨンしんちゃん 謎メキ!花の天カス学園（2021年）（監督：高橋渉） | クレヨンしんちゃん 謎メキ!花の天カス学園（2021年）（監督：高橋渉） | クレヨンしんちゃん 謎メキ!花の天カス学園（2021年）（監督：高橋渉） | クレヨンしんちゃん 謎メキ!花の天カス学園（2021年）（監督：高橋渉） | クレヨンしんちゃん 謎メキ!花の天カス学園（2021年）（監督：高橋渉） | 4月17日  |
| 傑作選SP         | 第7期⑧                                                             | 忍者でござるゾ（2004年）〈再〉                                     | もとひら了                                                         | ささきひろゆき                                                     | ささきひろゆき                                                     | 松下佳弘                                                           | 4月23日  |
| 傑作選SP         | 第3期⑪                                                             | 赤ちゃんの名前を考えるゾ（1996年）〈再〉                           | 中弘子                                                             | 川崎逸朗                                                           | 川崎逸朗                                                           | 樋口善法                                                           | 4月23日  |
| 第1128話         | 第10期⑦                                                            | 大物を釣るゾ（2011年）〈再〉                                       | 田村安彦                                                           | 義野利幸                                                           | ささきひろゆき                                                     | 門脇孝一                                                           | 4月30日  |
| 第1128話         | -                                                                  | バスツアーに行くゾ                                                 | ひるまちかこ                                                       | 佐藤いよ                                                           | 佐藤いよ                                                           | 木村陽子                                                           | 4月30日  |
| 第1128話         | -                                                                  | もののけシロ珍風伝だゾ                                             | うえのきみこ                                                       | 佐々木忍                                                           | 佐々木忍                                                           | 間々田益男                                                         | 4月30日  |
| 第1129話         | -                                                                  | 絵手紙を描くゾ                                                     | 清水東                                                             | しぎのあきら                                                       | しばたあきひさ                                                     | 尾鷲英俊                                                           | 5月7日   |
| 第1129話         | 第11期⑧                                                            | 紅サソリ隊は恋愛禁止だゾ（2013年）〈再〉                           | 田村安彦                                                           | 義野利幸                                                           | ささきひろゆき                                                     | 木村陽子                                                           | 5月7日   |
| 第1129話         | -                                                                  | カスカベの休日だゾ                                                 | 中弘子                                                             | しぎのあきら                                                       | しばたあきひさ                                                     | 間々田益男                                                         | 5月7日   |
| 第1130話         | 第10期②                                                            | ファミレスは最高だゾ（2010年）〈再〉                               | 中弘子                                                             | 横山広行                                                           | 横山広行                                                           | 大森孝敏                                                           | 5月14日  |
| 第1130話         | 第10期①                                                            | 風間くんの髪が…だゾ（2010年）〈再〉                                | 中弘子                                                             | 横山広行                                                           | 横山広行                                                           | 針金屋英郎                                                         | 5月14日  |
| 第1130話         | -                                                                  | ポイント多数決だゾ                                                 | 黒住光                                                             | 横山広行                                                           | 横山広行                                                           | 入江康智                                                           | 5月14日  |
| 第1131話         | 第12期⑫                                                            | ゴロ寝主婦を卒業するゾ（2015年）〈再〉                             | ひるまちかこ                                                       | 川崎逸朗                                                           | 川崎逸朗                                                           | 荒川眞嗣                                                           | 5月21日  |
| 第1131話         | -                                                                  | 本の帯をつけるゾ                                                   | モラル                                                             | 佐藤いよ                                                           | 佐藤いよ                                                           | 尾鷲英俊                                                           | 5月21日  |
| 第1131話         | -                                                                  | やめないで〜だゾ                                                   | 晨原大輔                                                           | 西平淑郎                                                           | 西平淑郎                                                           | 橋本とよ子                                                         | 5月21日  |
| 第1132話         | 第9期⑫                                                             | 帰ってきたサラリーマンしんのすけだゾ（2010年）〈再〉               | 阪口和久                                                           | 横山広行                                                           | 横山広行                                                           | 門脇孝一                                                           | 5月28日  |
| 第1132話         | -                                                                  | 仲直りすればー!だゾ                                                | 晨原大輔                                                           | 平井峰太郎                                                         | 平井峰太郎                                                         | 木村陽子                                                           | 5月28日  |
| 第1132話         | -                                                                  | オラの掃除機はかっこいいゾ                                         | 黒住光                                                             | 平井峰太郎                                                         | 平井峰太郎                                                         | 間々田益男                                                         | 5月28日  |
| 第1133話         | 第10期④                                                            | 悪役はかっこいいゾ（2010年）〈再〉                                 | 翁妙子                                                             | 貞光紳也                                                           | 貞光紳也                                                           | 樋口善法                                                           | 6月4日   |
| 第1133話         | 第10期②                                                            | ロック魂だゾ（2010年）〈再〉                                       | 翁妙子                                                             | 平井峰太郎                                                         | 平井峰太郎                                                         | 原勝徳                                                             | 6月4日   |
| 第1133話         | -                                                                  | マサオくんのマンガだゾ                                             | 阪口和久                                                           | 横山広行                                                           | 横山広行                                                           | 門脇孝一                                                           | 6月4日   |
| 第1134話         | 第11期②                                                            | パパとこどものお料理教室だゾ（2012年）〈再〉                       | 翁妙子                                                             | 平井峰太郎                                                         | 平井峰太郎                                                         | 木村陽子                                                           | 6月11日  |
| 第1134話         | -                                                                  | 障子をはりかえるゾ                                                 | ひるまちかこ                                                       | しぎのあきら                                                       | しばたあきひさ                                                     | 高倉佳彦                                                           | 6月11日  |
| 第1134話         | -                                                                  | みさちゃんな母ちゃんだゾ                                           | 中弘子                                                             | しぎのあきら                                                       | しばたあきひさ                                                     | 門脇孝一                                                           | 6月11日  |
| 第1135話         | 第9期⑦                                                             | 親指さん、こんにちはだゾ（2009年）〈再〉                           | 田村安彦                                                           | 貞光紳也                                                           | 貞光紳也                                                           | 樋口善法                                                           | 6月18日  |
| 第1135話         | -                                                                  | ななこおねいさんのタイムカプセルだゾ                               | 清水東                                                             | 横山広行                                                           | 横山広行                                                           | 林静香                                                             | 6月18日  |
| 第1135話         | -                                                                  | 見て見て聞いてだゾ                                                 | 中弘子                                                             | 横山広行                                                           | 横山広行                                                           | 間々田益男                                                         | 6月18日  |
| 第1136話         | -                                                                  | むさえちゃんの恩返しだゾ                                           | 中弘子                                                             | しぎのあきら                                                       | 佐々木忍                                                           | 大森孝敏                                                           | 6月25日  |
| 第1136話         | 第9期⑥                                                             | まつざか先生がハマッたゾ（2009年）〈再〉                           | 青木由香                                                           | 横山広行                                                           | 横山広行                                                           | 大塚正実                                                           | 6月25日  |
| 第1136話         | -                                                                  | 忍者しんのすけだゾ                                                 | 清水東                                                             | しぎのあきら                                                       | 佐々木忍                                                           | 原勝徳                                                             | 6月25日  |
| 第1137話         | 第9期⑨                                                             | ネネちゃんの相手は大変だゾ（2009年）〈再〉                         | 翁妙子                                                             | 横山広行                                                           | 横山広行                                                           | 林静香                                                             | 7月2日   |
| 第1137話         | 第9期⑧                                                             | 銀行ではお静かにだゾ（2009年）〈再〉                               | 田村安彦                                                           | 貞光紳也                                                           | 貞光紳也                                                           | 樋口善法                                                           | 7月2日   |
| 第1137話         | -                                                                  | カルガモのお引越しだゾ                                             | 黒住光                                                             | 平井峰太郎                                                         | 平井峰太郎                                                         | 高倉佳彦                                                           | 7月2日   |
| 第1138話         | -                                                                  | じいちゃんと帰るゾ                                                 | 川辺美奈子                                                         | しぎのあきら                                                       | ムトウユージ                                                       | 尾鷲英俊                                                           | 7月9日   |
| 第1138話         | 第9期⑦                                                             | ひまのプール日記だゾ（2009年）〈再〉                               | 中弘子                                                             | 横山広行                                                           | 横山広行                                                           | 林静香                                                             | 7月9日   |
| 第1138話         | -                                                                  | もえPのイベントだゾ                                                | 川辺美奈子                                                         | ムトウユージ                                                       | ムトウユージ                                                       | 針金屋英郎                                                         | 7月9日   |
| 第1139話         | 第12期⑩                                                            | ラジオ体操で早起きだゾ（2015年）〈再〉                             | 阪口和久                                                           | しぎのあきら                                                       | ささきひろゆき                                                     | 末吉裕一郎                                                         | 7月16日  |
| 第1139話         | -                                                                  | 幻のフルーツサンドだゾ                                             | 晨原大輔                                                           | 佐藤いよ                                                           | 佐藤いよ                                                           | 門脇孝一                                                           | 7月16日  |
| 第1139話         | -                                                                  | シロがわざとらしいゾ                                               | モラル                                                             | 三浦陽                                                             | 佐藤いよ                                                           | 間々田益男                                                         | 7月16日  |
| 第1140話         | 第14期⑤                                                            | よく飛ぶ紙ひこうきだゾ（2018年）〈再〉                             | 中弘子                                                             | しぎのあきら                                                       | 木野雄                                                             | 橋本とよ子                                                         | 7月23日  |
| 第1140話         | 第10期③                                                            | 金魚すくいで勝負だゾ（2010年）〈再〉                               | 阪口和久                                                           | 義野利幸                                                           | ささきひろゆき                                                     | 若松孝思                                                           | 7月23日  |
| 第1140話         | -                                                                  | トリュフの大冒険だゾ                                               | モラル                                                             | 平井峰太郎                                                         | 平井峰太郎                                                         | 木村陽子                                                           | 7月23日  |
| 第1141話         | 第10期⑨                                                            | ベビーカーにハマッたゾ（2011年）〈再〉                             | 静谷伊佐夫                                                         | ささきひろゆき                                                     | ささきひろゆき                                                     | 木村陽子                                                           | 7月30日  |
| 第1141話         | -                                                                  | ひまわりVS蚊だゾ                                                   | 阪口和久                                                           | しばたあきひさ                                                     | しばたあきひさ                                                     | 高倉佳彦                                                           | 7月30日  |
| 第1141話         | -                                                                  | チョコビ爆誕だゾ                                                   | 川辺美奈子                                                         | しぎのあきら                                                       | 平井峰太郎                                                         | 間々田益男                                                         | 7月30日  |
| 第1142話         | 第11期②                                                            | イクじい対決だゾ（2012年）〈再〉                                   | 中弘子                                                             | 貞光紳也                                                           | 貞光紳也                                                           | 樋口善法                                                           | 8月6日   |
| 第1142話         | 第11期②                                                            | どっちが先に帰るかだゾ（2012年）〈再〉                             | 中弘子                                                             | ささきひろゆき                                                     | ささきひろゆき                                                     | 末吉裕一郎                                                         | 8月6日   |
| 第1142話         | -                                                                  | 野原せまし登場!だゾ                                                | 黒住光                                                             | 平井峰太郎                                                         | 平井峰太郎                                                         | 木村陽子                                                           | 8月6日   |
| 第1143話         | -                                                                  | 水でっぽうでお助けするゾ                                           | ひるまちかこ                                                       | 横山広行                                                           | 横山広行                                                           | 尾鷲英俊                                                           | 8月13日  |
| 第1143話         | 第9期⑧                                                             | ツルの恩返しだゾ（2009年）〈再〉                                   | 翁妙子                                                             | 貞光紳也                                                           | 貞光紳也                                                           | 樋口善法                                                           | 8月13日  |
| 第1143話         | -                                                                  | おんぶレースだゾ                                                   | ひるまちかこ                                                       | 横山広行                                                           | 横山広行                                                           | 橋本とよ子                                                         | 8月13日  |
| 第1144話         | -                                                                  | 幻のセミを捕るゾ（2015年）〈再〉                                   | 黒住光                                                             | 義野利幸                                                           | ムトウユージ                                                       | 原勝徳                                                             | 8月20日  |
| 第1144話         | -                                                                  | ツボ押し人しんのすけだゾ                                           | 清水東                                                             | 横山広行                                                           | 横山広行                                                           | 林静香                                                             | 8月20日  |
| 第1144話         | -                                                                  | オラん家に噴水だゾ                                                 | モラル                                                             | しぎのあきら                                                       | しばたあきひさ                                                     | 大森孝敏                                                           | 8月20日  |
| 第1145話         | 第10期④                                                            | 父ちゃんの秘密の夜だゾ（2010年）〈再〉                             | 阪口和久                                                           | 貞光紳也                                                           | 貞光紳也                                                           | 樋口善法                                                           | 8月27日  |
| 第1145話         | -                                                                  | 海をめざすゾ                                                       | 晨原大輔                                                           | 三浦陽                                                             | 三浦陽                                                             | 原勝徳                                                             | 8月27日  |
| 第1145話         | -                                                                  | 夢みるセールスレディだゾ                                           | モラル                                                             | 三浦陽                                                             | 三浦陽                                                             | 針金屋英郎                                                         | 8月27日  |
| 第1146話         | 第12期⑩                                                            | ぬか漬けデビューだゾ（2015年）〈再〉                               | ひるまちかこ                                                       | 平井峰太郎                                                         | 平井峰太郎                                                         | 林静香                                                             | 9月3日   |
| 第1146話         | -                                                                  | あいちゃんVSメカあいちゃんだゾ                                     | 黒住光                                                             | ムトウユージ                                                       | ムトウユージ                                                       | 門脇孝一                                                           | 9月3日   |
| 第1146話         | -                                                                  | お好み焼きのソースだゾ                                             | 黒住光                                                             | しぎのあきら                                                       | 渡辺正樹                                                           | 林静香                                                             | 9月3日   |
| 第1147話         | 第10期⑧                                                            | ウチではたらく父ちゃんだゾ（2011年）〈再〉                         | 中弘子                                                             | 貞光紳也                                                           | 貞光紳也                                                           | 樋口善法                                                           | 9月10日  |
| 第1147話         | 第12期⑨                                                            | 忍ちゃんとお留守番だゾ（2015年）〈再〉                             | 川辺美奈子                                                         | 平井峰太郎                                                         | 平井峰太郎                                                         | 間々田益男                                                         | 9月10日  |
| 第1147話         | -                                                                  | オラたちキノコだゾ                                                 | 清水東                                                             | 横山広行                                                           | 横山広行                                                           | 間々田益男                                                         | 9月10日  |
| 第1148話         | -                                                                  | 高級スカーフはだれの?だゾ                                          | 中弘子                                                             | しぎのあきら                                                       | 西平淑郎                                                           | 高倉佳彦                                                           | 9月17日  |
| 第1148話         | 第9期⑨                                                             | ホームランをねらうゾ（2009年）〈再〉                               | 田村安彦                                                           | 貞光紳也                                                           | 貞光紳也                                                           | 樋口善法                                                           | 9月17日  |
| 第1148話         | -                                                                  | 紅さそり隊のキャンプだゾ                                           | 阪口和久                                                           | 平井峰太郎                                                         | 平井峰太郎                                                         | 大森孝敏                                                           | 9月17日  |
| 第1149話         | 第11期④                                                            | エビまつりだゾ（2012年）〈再〉                                     | 川辺美奈子                                                         | 貞光紳也                                                           | 貞光紳也                                                           | 樋口善法                                                           | 9月24日  |
| 第1149話         | 第10期⑪                                                            | 上尾先生、なんかヘンだゾ（2011年）〈再〉                           | 中弘子                                                             | 横山広行                                                           | 横山広行                                                           | 間々田益男                                                         | 9月24日  |
| 第1149話         | -                                                                  | 新聞を読むゾ                                                       | 清水東                                                             | 横山広行                                                           | 横山広行                                                           | 橋本とよ子                                                         | 9月24日  |
| 第1150話         | 第11期⑤                                                            | 泥んこあそびは気持ちいいゾ（2012年）〈再〉                         | きむらひでふみ                                                     | 貞光紳也                                                           | 貞光紳也                                                           | 樋口善法                                                           | 10月1日  |
| 第1150話         | -                                                                  | ゴージャスなお宝だゾ                                               | 川辺美奈子                                                         | 三浦陽                                                             | 三浦陽                                                             | 原勝徳                                                             | 10月1日  |
| 第1150話         | -                                                                  | せましおじさんと焼き肉だゾ                                         | 黒住光                                                             | しぎのあきら                                                       | 三浦陽                                                             | 木村陽子                                                           | 10月1日  |
| 第1151話         | 第9期⑨                                                             | 鍵をなくしたゾ（2009年）〈再〉                                     | 阪口和久                                                           | 横山広行                                                           | 横山広行                                                           | 間々田益男                                                         | 10月8日  |
| 第1151話         | -                                                                  | 母ちゃんVSネネちゃんだゾ                                           | 阪口和久                                                           | しぎのあきら                                                       | しばたあきひさ                                                     | 林静香                                                             | 10月8日  |
| 第1151話         | -                                                                  | ひまわりの王子様だゾ                                               | 中弘子                                                             | しぎのあきら                                                       | しばたあきひさ                                                     | 間々田益男                                                         | 10月8日  |
| 第1152話         | 第10期⑩                                                            | たいやき屋さんだゾ（2011年）〈再〉                                 | 翁妙子                                                             | 貞光紳也                                                           | 貞光紳也                                                           | 樋口善法                                                           | 10月15日 |
| 第1152話         | -                                                                  | 梨狩りだゾ                                                         | 黒住光                                                             | 佐藤いよ                                                           | 佐藤いよ                                                           | 間々田益男                                                         | 10月15日 |
| 第1152話         | -                                                                  | ジャンケン父ちゃんだゾ                                             | 晨原大輔                                                           | 平井峰太郎                                                         | 平井峰太郎                                                         | 木村陽子                                                           | 10月15日 |
| 第1153話         | 第12期⑤                                                            | 原稿はどこへいった!?だゾ（2014年）〈再〉                           | 中弘子                                                             | 横山広行                                                           | 横山広行                                                           | 門脇孝一                                                           | 10月22日 |
| 第1153話         | 第11期⑪                                                            | 母ちゃんの過去だゾ（2013年）〈再〉                                 | 翁妙子                                                             | 平井峰太郎                                                         | 平井峰太郎                                                         | 門脇孝一                                                           | 10月22日 |
| 第1153話         | -                                                                  | 風間くんが告白するゾ                                               | 川辺美奈子                                                         | ムトウユージ                                                       | ムトウユージ                                                       | 高倉佳彦                                                           | 10月22日 |
| 第1154話         | 第12期⑪                                                            | 父ちゃんと紙相撲だゾ（2015年）〈再〉                               | 黒住光                                                             | 川崎逸朗                                                           | 川崎逸朗                                                           | 荒川眞嗣                                                           | 10月29日 |
| 第1154話         | -                                                                  | 個展でコテンパンだゾ                                               | 清水東                                                             | 三浦陽                                                             | 三浦陽                                                             | 大森孝敏                                                           | 10月29日 |
| 第1154話         | -                                                                  | 友情の紙ヒコーキだゾ                                               | 黒住光                                                             | 三浦陽                                                             | 三浦陽                                                             | 原勝徳                                                             | 10月29日 |
| 第1155話         | 第15期③                                                            | 激アツ!焼き芋対決だゾ（2018年）〈再〉                              | 清水東                                                             | 平井峰太郎                                                         | 平井峰太郎                                                         | 木村陽子                                                           | 11月5日  |
| 第1155話         | 第14期②                                                            | メニューが一緒だゾ（2017年）〈再〉                                 | 中弘子                                                             | 平井峰太郎                                                         | 平井峰太郎                                                         | 原勝徳                                                             | 11月5日  |
| 第1155話         | -                                                                  | じねんじょを掘るゾ                                                 | ひるまちかこ                                                       | 横山広行                                                           | 横山広行                                                           | 尾鷲英俊                                                           | 11月5日  |
| 第1156話         | 第12期⑤                                                            | 父ちゃんと磯釣りだゾ（2014年）〈再〉                               | 阪口和久                                                           | 横山広行                                                           | 横山広行                                                           | 針金屋英郎                                                         | 11月12日 |
| 第1156話         | -                                                                  | 公園のアイドルだゾ                                                 | 晨原大輔                                                           | しぎのあきら                                                       | 平井峰太郎                                                         | 尾鷲英俊                                                           | 11月12日 |
| 第1156話         | -                                                                  | 必ずひとつ忘れるゾ                                                 | 中弘子                                                             | 横山広行                                                           | 横山広行                                                           | 入江康智                                                           | 11月12日 |
| 第1157話         | -                                                                  | 落ち葉でアートだゾ                                                 | 川辺美奈子                                                         | しぎのあきら                                                       | 西平淑郎                                                           | 門脇孝一                                                           | 11月19日 |
| 第1157話         | 第14期②                                                            | 必殺技を考えるゾ（2017年）〈再〉                                   | 川辺美奈子                                                         | 寺本幸代                                                           | 西田健一                                                           | 堀江佑                                                             | 11月19日 |
| 第1157話         | -                                                                  | 忘れチョコビだゾ                                                   | 晨原大輔                                                           | 佐藤いよ                                                           | 佐藤いよ                                                           | 林静香                                                             | 11月19日 |
| 第1158話         | 第14期④                                                            | みんながシロの散歩だゾ（2018年）〈再〉                             | 清水東                                                             | しぎのあきら                                                       | 平井峰太郎                                                         | 尾鷲英俊                                                           | 11月26日 |
| 第1158話         | -                                                                  | ウラに落ちちゃったゾ                                               | 阪口和久                                                           | 横山広行                                                           | 横山広行                                                           | 針金屋英郎                                                         | 11月26日 |
| 第1158話         | -                                                                  | ネネちゃんとお出かけだゾ                                           | 中弘子                                                             | しぎのあきら                                                       | 佐藤いよ                                                           | 木村陽子                                                           | 11月26日 |
| 第1159話         | 第14期③                                                            | むさえちゃんと大掃除だゾ（2017年）〈再〉                           | 中弘子                                                             | 木野雄                                                             | 木野雄                                                             | 間々田益男                                                         | 12月3日  |
| 第1159話         | 第13期⑩                                                            | カエルの財布がピンチだゾ（2017年）〈再〉                           | 清水東                                                             | しばたあきひさ                                                     | しばたあきひさ                                                     | 門脇孝一                                                           | 12月3日  |
| 第1159話         | -                                                                  | リメイカーみさえだゾ                                               | モラル                                                             | しぎのあきら                                                       | 渡辺正樹                                                           | 門脇孝一                                                           | 12月3日  |
| 第1160話         | 第12期①                                                            | 父ちゃんよりいっぱい歩くゾ（2014年）〈再〉                         | 川辺美奈子                                                         | ささきひろゆき                                                     | ささきひろゆき                                                     | 門脇孝一                                                           | 12月10日 |
| 第1160話         | -                                                                  | オラのカバンはカッコいいゾ                                         | 清水東                                                             | 横山広行                                                           | 横山広行                                                           | 間々田益男                                                         | 12月10日 |
| 第1160話         | -                                                                  | グチりたい母ちゃんだゾ                                             | 中弘子                                                             | 横山広行                                                           | 横山広行                                                           | 橋本とよ子                                                         | 12月10日 |
| 第1161話         | 第12期⑫                                                            | イルミネーションを見にいくゾ（2015年）〈再〉                       | 黒住光                                                             | 横山広行                                                           | 横山広行                                                           | 尾鷲英俊                                                           | 12月17日 |
| 第1161話         | 第15期⑦                                                            | おしりをきたえるゾ（2019年）〈再〉                                 | ひるまちかこ                                                       | 平井峰太郎                                                         | 平井峰太郎                                                         | 間々田益男                                                         | 12月17日 |
| 第1161話         | -                                                                  | オラたち特殊刑児課だゾ                                             | 晨原大輔                                                           | 佐藤いよ                                                           | 佐藤いよ                                                           | 大塚正実                                                           | 12月17日 |
| 第1162話         | -                                                                  | 探せ!30のアクション仮面だゾ                                        | 川辺美奈子                                                         | 平井峰太郎                                                         | 平井峰太郎                                                         | 高倉佳彦                                                           | 12月24日 |
| 第1162話         | -                                                                  | しんのすけ5歳・父ちゃん5歳だゾ                                     | 黒住光                                                             | ムトウユージ                                                       | ムトウユージ                                                       | 大森孝敏 林静香                                                    | 12月24日 |

## 2023年
| 話数             | DVD収録                                                               | サブタイトル                                                          | 脚本                                                                  | 絵コンテ                                                              | 演出                                                                  | 作画監督                                                              | 放送日   |
| ---------------- | --------------------------------------------------------------------- | --------------------------------------------------------------------- | --------------------------------------------------------------------- | --------------------------------------------------------------------- | --------------------------------------------------------------------- | --------------------------------------------------------------------- | -------- |
| 第1163話         | 第10期⑪                                                               | 今年こそは!だゾ（2012年）〈再〉                                       | 翁妙子                                                                | 義野利幸                                                              | ささきひろゆき                                                        | 間々田益男                                                            | 1月7日   |
| 第1163話         | -                                                                     | 豪快作家のお手伝いをするゾ                                            | ひるまちかこ                                                          | 平井峰太郎                                                            | 平井峰太郎                                                            | 尾鷲英俊                                                              | 1月7日   |
| 第1163話         | -                                                                     | ぶりぶりざえもんの冒険 おなかま総選挙編                               | 川辺美奈子                                                            | 平井峰太郎                                                            | 平井峰太郎                                                            | 高倉佳彦                                                              | 1月7日   |
| 第1164話         | 第11期⑥                                                               | 草津へ家族旅行だゾ（2013年）〈再〉                                    | 中弘子                                                                | 横山広行                                                              | 横山広行                                                              | 林静香 大森孝敏                                                       | 1月14日  |
| 第1164話         | -                                                                     | 弁護士しんのすけだゾ                                                  | 阪口和久                                                              | 横山広行                                                              | 横山広行                                                              | 木村陽子                                                              | 1月14日  |
| 第1165話         | -                                                                     | しみるのがこわいゾ                                                    | 晨原大輔                                                              | しばたあきひさ                                                        | しばたあきひさ                                                        | 木村陽子                                                              | 1月21日  |
| 第1165話         | 第13期②                                                               | おもちつきが楽しみだゾ（2016年）〈再〉                                | うえのきみこ                                                          | 平井峰太郎                                                            | 平井峰太郎                                                            | 間々田益男                                                            | 1月21日  |
| 第1165話         | -                                                                     | ご当地ヒーロー紅さそり隊だゾ                                          | 黒住光                                                                | しぎのあきら                                                          | しばたあきひさ                                                        | 入江康智                                                              | 1月21日  |
| 第1166話         | 第10期⑫                                                               | 母ちゃんが捻挫したゾ（2012年）〈再〉                                  | 川辺美奈子                                                            | ささきひろゆき                                                        | ささきひろゆき                                                        | 大森孝敏                                                              | 1月28日  |
| 第1166話         | -                                                                     | せましおじさんとスキーだゾ                                            | 黒住光                                                                | しぎのあきら                                                          | 平井峰太郎                                                            | 橋本とよ子                                                            | 1月28日  |
| 第1166話         | -                                                                     | 接待のススメ～料亭編～だゾ                                            | モラル                                                                | しぎのあきら                                                          | 平井峰太郎                                                            | 門脇孝一                                                              | 1月28日  |
| 第1167話         | 第13期⑨                                                               | 寒くても外で遊ぶゾ（2017年）〈再〉                                    | 中弘子                                                                | 平井峰太郎                                                            | 平井峰太郎                                                            | 橋本とよ子                                                            | 2月4日   |
| 第1167話         | -                                                                     | ネネちゃんのエピソード作りだゾ                                        | モラル                                                                | 西平淑郎                                                              | 西平淑郎                                                              | 林静香                                                                | 2月4日   |
| 第1167話         | -                                                                     | ミラクルな母ちゃんだゾ                                                | 中弘子                                                                | 横山広行                                                              | 横山広行                                                              | 間々田益男                                                            | 2月4日   |
| 第1168話         | 第14期④                                                               | 冬はやっぱりコタツだゾ（2018年）〈再〉                                | ひるまちかこ                                                          | 美月輝                                                                | 木野雄                                                                | 門脇孝一                                                              | 2月11日  |
| 第1168話         | -                                                                     | フリーカエルしんちゃん カスカベのラッパー                             | 永野たかひろ                                                          | 三浦陽                                                                | 佐藤いよ                                                              | 原勝徳                                                                | 2月11日  |
| 第1168話         | -                                                                     | フリースタイルしんちゃん カスカベのラッパー#4                         | 永野たかひろ                                                          | 三浦陽                                                                | 三浦陽                                                                | 針金屋英郎                                                            | 2月11日  |
| 第1169話         | 第13期⑪                                                               | 断れない母ちゃんだゾ（2017年）〈再〉                                  | 中弘子                                                                | 横山広行                                                              | 横山広行                                                              | 林静香                                                                | 2月18日  |
| 第1169話         | -                                                                     | 風間くんの家出だゾ                                                    | 清水東                                                                | 佐藤いよ                                                              | 佐藤いよ                                                              | 尾鷲英俊                                                              | 2月18日  |
| 第1169話         | -                                                                     | フリースタイルしんちゃん カスカベのラッパー#5                         | 永野たかひろ                                                          | 三浦陽                                                                | 三浦陽                                                                | 間々田益男                                                            | 2月18日  |
| 第1170話         | 第10期④                                                               | もらった服のゆううつだゾ（2010年）〈再〉                              | 中弘子                                                                | 平井峰太郎                                                            | 平井峰太郎                                                            | 若松孝思                                                              | 2月25日  |
| 第1170話         | -                                                                     | 真夜中のオラだゾ                                                      | 川辺美奈子                                                            | 佐藤いよ                                                              | 佐藤いよ                                                              | 門脇孝一                                                              | 2月25日  |
| 第1170話         | -                                                                     | フリースタイルしんちゃん カスカベのラッパー#6                         | 永野たかひろ                                                          | 三浦陽                                                                | 三浦陽                                                                | 間々田益男                                                            | 2月25日  |
| 第1171話         | 第10期⑦                                                               | 読み聞かせだゾ（2011年）〈再〉                                        | うえのきみこ                                                          | 横山広行                                                              | 横山広行                                                              | 入江康智                                                              | 3月4日   |
| 第1171話         | 第11期⑫                                                               | フリマで売りたいゾ（2013年）〈再〉                                    | うえのきみこ                                                          | ささきひろゆき                                                        | ささきひろゆき                                                        | 門脇孝一                                                              | 3月4日   |
| 第1171話         | -                                                                     | 帰ってきたしんこちゃんだゾ                                            | 中弘子                                                                | 横山広行                                                              | 横山広行                                                              | 大森孝敏                                                              | 3月4日   |
| 第1172話         | 第11期⑦                                                               | 中学生が来たゾ（2013年）〈再〉                                        | 中弘子                                                                | 義野利幸                                                              | ささきひろゆき                                                        | 間々田益男                                                            | 3月11日  |
| 第1172話         | -                                                                     | クツをクリーンするゾ                                                  | 黒住光                                                                | しぎのあきら                                                          | しばたあきひさ                                                        | 林静香                                                                | 3月11日  |
| 第1172話         | -                                                                     | 光るリードでお散歩だゾ                                                | モラル                                                                | しぎのあきら                                                          | しばたあきひさ                                                        | 木村陽子                                                              | 3月11日  |
| 第1173話         | 第13期②                                                               | 新しい靴を買うゾ（2016年）〈再〉                                      | ひるまちかこ                                                          | 川崎逸朗                                                              | 川崎逸朗                                                              | 荒川眞嗣                                                              | 3月18日  |
| 第1173話         | 第9期④                                                                | 野原家オープンゴルフだゾ（2009年）〈再〉                              | 田村安彦                                                              | 平井峰太郎                                                            | 平井峰太郎                                                            | 間々田益男                                                            | 3月18日  |
| 第1173話         | -                                                                     | しん・仮面ライダーだゾ                                                | ムトウユージ                                                          | ムトウユージ                                                          | ムトウユージ                                                          | 高倉佳彦                                                              | 3月18日  |
| 第1174話         | -                                                                     | ぼんさい父ちゃんだゾ                                                  | 清水東                                                                | しぎのあきら                                                          | 平井峰太郎                                                            | 尾鷲英俊                                                              | 3月25日  |
| 第1174話         | 第12期⑫                                                               | 警察犬シロだゾ（2015年）〈再〉                                        | 黒住光                                                                | 横山広行                                                              | 横山広行                                                              | 門脇孝一                                                              | 3月25日  |
| 第1174話         | -                                                                     | オラ信長だゾ                                                          | 阪口和久                                                              | 平井峰太郎                                                            | 平井峰太郎                                                            | 木村陽子                                                              | 3月25日  |
| 第1175話         | -                                                                     | アフタヌーンティーンだゾ                                              | 中弘子                                                                | 横山広行                                                              | 横山広行                                                              | 橋本とよ子                                                            | 4月1日   |
| 第1175話         | 第9期⑥                                                                | かくれてかくすゾ（2009年）〈再〉                                      | 田村安彦                                                              | 貞光紳也                                                              | 貞光紳也                                                              | 樋口善法                                                              | 4月1日   |
| 第1175話         | -                                                                     | 飛行機にエールだゾ                                                    | モラル                                                                | 横山広行                                                              | 横山広行                                                              | 間々田益男                                                            | 4月1日   |
| 第1176話         | 第12期②                                                               | お塾を体験するゾ（2014年）〈再〉                                      | 川辺美奈子                                                            | ささきひろゆき                                                        | ささきひろゆき                                                        | 間々田益男                                                            | 4月8日   |
| 第1176話         | -                                                                     | あこがれのタワマンだゾ                                                | 清水東                                                                | しぎのあきら                                                          | 佐藤いよ                                                              | 門脇孝一                                                              | 4月8日   |
| 第1176話         | -                                                                     | せましおじさんと留守番だゾ                                            | 黒住光                                                                | しぎのあきら                                                          | 西平淑郎                                                              | 木村陽子                                                              | 4月8日   |
| 第1177話         | 第9期⑤                                                                | オラのラディッシュちゃんだゾ（2009年）〈再〉                          | 翁妙子                                                                | 貞光紳也                                                              | 貞光紳也                                                              | 樋口善法                                                              | 4月15日  |
| 第1177話         | -                                                                     | マサオくんのなぞなぞだゾ                                              | 晨原大輔                                                              | しぎのあきら                                                          | 平井峰太郎                                                            | 間々田益男                                                            | 4月15日  |
| 第1177話         | -                                                                     | ドアが閉まらないゾ                                                    | ひるまちかこ                                                          | 平井峰太郎                                                            | 平井峰太郎                                                            | 尾鷲英俊                                                              | 4月15日  |
| 第1178話         | 第13期⑤                                                               | 父ちゃんが坊主頭だゾ（2016年）〈再〉                                  | 阪口和久 黒住光                                                       | 平井峰太郎                                                            | 平井峰太郎                                                            | 林静香 大森孝敏                                                       | 4月22日  |
| 第1178話         | -                                                                     | ひまわりなんてキライだゾ                                              | 中弘子                                                                | 佐藤いよ                                                              | 佐藤いよ                                                              | 木村陽子                                                              | 4月22日  |
| 第1179話         | 第13期⑪                                                               | サヤマーランドで茶摘みだゾ（2017年）〈再〉                            | 川辺美奈子                                                            | 長友孝和                                                              | 久保太郎                                                              | 林一哉                                                                | 4月29日  |
| 第1179話         | -                                                                     | 豪快作家と風間くんだゾ                                                | 晨原大輔                                                              | 横山広行                                                              | 横山広行                                                              | 間々田益男                                                            | 4月29日  |
| 第1179話         | -                                                                     | くつしたで対決だゾ                                                    | 川辺美奈子                                                            | 横山広行                                                              | 横山広行                                                              | 橋本とよ子                                                            | 4月29日  |
| 第1180話         | 第13期③                                                               | 田植え体験だゾ（2016年）〈再〉                                        | 川辺美奈子                                                            | 川崎逸朗                                                              | 川崎芳樹                                                              | 荒川眞嗣                                                              | 5月6日   |
| 第1180話         | 第10期①                                                               | ネネちゃんをエスコートだゾ（2010年）〈再〉                            | 翁妙子                                                                | 平井峰太郎                                                            | 平井峰太郎                                                            | 林静香                                                                | 5月6日   |
| 第1180話         | -                                                                     | オラんちのチャンピオンベルトだゾ                                      | モラル                                                                | しぎのあきら                                                          | 平井峰太郎                                                            | 入江康智                                                              | 5月6日   |
| 第1181話         | 第9期③                                                                | アルバイト母ちゃんだゾ（2008年）〈再〉                                | 田村安彦                                                              | 貞光紳也                                                              | 貞光紳也                                                              | 樋口善法                                                              | 5月13日  |
| 第1181話         | -                                                                     | 貯チョコビ箱だゾ                                                      | 晨原大輔                                                              | 横山広行                                                              | 横山広行                                                              | 間々田益男                                                            | 5月13日  |
| 第1181話         | -                                                                     | ご自由にお持ちくださいだゾ                                            | 黒住光                                                                | 平井峰太郎                                                            | 平井峰太郎                                                            | 門脇孝一                                                              | 5月13日  |
| 第1182話         | ○                                                                     | 嵐を呼ぶ園児・酢乙女あい登場だゾ（1999年）〈再〉                      | 翁妙子                                                                | 水島努                                                                | 水島努                                                                | 堤規至                                                                | 5月20日  |
| 第1182話         | 第9期⑥                                                                | あいちゃんの家出だゾ（2009年）〈再〉                                  | 翁妙子                                                                | 横山広行                                                              | 横山広行                                                              | 門脇孝一                                                              | 5月20日  |
| 第1182話         | -                                                                     | あいちゃんと缶けりだゾ                                                | 阪口和久                                                              | しぎのあきら                                                          | 佐藤いよ                                                              | 尾鷲英俊                                                              | 5月20日  |
| 第1183話         | 第13期④                                                               | 洗濯物を集めるゾ（2016年）〈再〉                                      | 中弘子                                                                | 川崎逸朗                                                              | 川崎芳樹                                                              | 荒川眞嗣                                                              | 5月27日  |
| 第1183話         | -                                                                     | エアサッカーで激闘だゾ                                                | 晨原大輔                                                              | 三浦陽                                                                | 三浦陽                                                                | 木村陽子                                                              | 5月27日  |
| 第1183話         | -                                                                     | ドライフルーツを作るゾ                                                | モラル                                                                | 三浦陽                                                                | 三浦陽                                                                | 間々田益男                                                            | 5月27日  |
| 第1184話         | 第11期⑤                                                               | おもちゃ箱はキツキツだゾ（2012年）〈再〉                              | 阪口和久                                                              | ささきひろゆき                                                        | ささきひろゆき                                                        | 門脇孝一                                                              | 6月3日   |
| 第1184話         | -                                                                     | 肉食合コンだゾ                                                        | ひるまちかこ                                                          | 佐藤いよ                                                              | 佐藤いよ                                                              | 間々田益男                                                            | 6月3日   |
| 第1184話         | -                                                                     | なんでなんでだゾ                                                      | モラル                                                                | 横山広行                                                              | 横山広行                                                              | 間々田益男                                                            | 6月3日   |
| 第1185話         | 第9期②                                                                | 朝からいるゾ（2008年）〈再〉                                          | 中弘子                                                                | 貞光紳也                                                              | 貞光紳也                                                              | 樋口善法                                                              | 6月10日  |
| 第1185話         | -                                                                     | 町内をおそうじするゾ                                                  | 中弘子                                                                | 三浦陽                                                                | 三浦陽                                                                | 尾鷲英俊                                                              | 6月10日  |
| 第1185話         | -                                                                     | オラぬいぐるみだゾ                                                    | 川辺美奈子                                                            | 横山広行                                                              | 横山広行                                                              | 木村陽子                                                              | 6月10日  |
| 第1186話         | 第11期②                                                               | ポスターを守るゾ（2012年）〈再〉                                      | 中弘子                                                                | 横山広行                                                              | 横山広行                                                              | 間々田益男                                                            | 6月17日  |
| 第1186話         | 第12期③                                                               | 今日も雨だゾ（2014年）〈再〉                                          | 中弘子                                                                | ムトウユージ                                                          | ムトウユージ                                                          | 末吉裕一郎                                                            | 6月17日  |
| 第1186話         | -                                                                     | スーザンとお散歩だゾ                                                  | 晨原大輔                                                              | 三浦陽                                                                | 三浦陽                                                                | 原勝徳                                                                | 6月17日  |
| 第1187話         | 第9期③                                                                | 幼稚園のおかたづけだゾ（2008年）〈再〉                                | 翁妙子                                                                | 横山広行                                                              | 横山広行                                                              | 門脇孝一                                                              | 6月24日  |
| 第1187話         | -                                                                     | リサイクリングだゾ                                                    | 清水東                                                                | しぎのあきら                                                          | 平井峰太郎                                                            | 入江康智                                                              | 6月24日  |
| 第1187話         | -                                                                     | 歯がグラグラだゾ                                                      | 川辺美奈子                                                            | 平井峰太郎                                                            | 平井峰太郎                                                            | 門脇孝一                                                              | 6月24日  |
| 第1188話         | 第13期⑫                                                               | ゴミ箱ウォーズだゾ（2017年）〈再〉                                    | 中弘子                                                                | しばたあきひさ                                                        | しばたあきひさ                                                        | 針金屋英郎                                                            | 7月1日   |
| 第1188話         | -                                                                     | 水切りで勝負だゾ                                                      | 阪口和久                                                              | しぎのあきら                                                          | 平井峰太郎                                                            | 木村陽子                                                              | 7月1日   |
| 第1188話         | -                                                                     | 出張であわてるゾ                                                      | 清水東                                                                | 佐藤いよ                                                              | ムトウユージ                                                          | 間々田益男                                                            | 7月1日   |
| 第1189話         | 第9期⑧                                                                | 弁当男子だゾ（2009年）〈再〉                                          | 中弘子                                                                | 横山広行                                                              | 横山広行                                                              | 若松孝思                                                              | 7月8日   |
| 第1189話         | 第13期⑥                                                               | 金魚をもらったゾ（2016年）〈再〉                                      | 中弘子                                                                | 横山広行                                                              | 横山広行                                                              | 大森孝敏                                                              | 7月8日   |
| 第1189話         | -                                                                     | お高い食器をつかうゾ                                                  | 中弘子                                                                | 横山広行                                                              | 横山広行                                                              | 樋口善法                                                              | 7月8日   |
| 第1190話         | 第10期③                                                               | シロの一日だゾ（2010年）〈再〉                                        | 翁妙子                                                                | 義野利幸                                                              | 平井峰太郎                                                            | 林静香                                                                | 7月15日  |
| 第1190話         | -                                                                     | 海の中は楽しいゾ                                                      | モラル                                                                | 平井峰太郎                                                            | 平井峰太郎                                                            | 間々田益男                                                            | 7月15日  |
| 第1190話         | -                                                                     | 荷物をかくすゾ                                                        | 川辺美奈子                                                            | しぎのあきら                                                          | 平井峰太郎                                                            | 門脇孝一                                                              | 7月15日  |
| 第1191話         | 第11期③                                                               | アクション仮面を忘れないゾ（2012年）〈再〉                            | きむらひでふみ                                                        | 高橋渉                                                                | 高橋渉                                                                | 林静香                                                                | 7月22日  |
| 第1191話         | 第11期⑩                                                               | 父ちゃんとプールだゾ（2013年）〈再〉                                  | 翁妙子                                                                | 義野利幸                                                              | ささきひろゆき                                                        | 間々田益男                                                            | 7月22日  |
| 第1191話         | -                                                                     | オラたち五円玉だゾ                                                    | 清水東                                                                | 横山広行                                                              | 横山広行                                                              | 林静香                                                                | 7月22日  |
| 第1192話         | 第15期①                                                               | ニワトリとバトルだゾ（2018年）〈再〉                                  | 阪口和久                                                              | しぎのあきら                                                          | 平井峰太郎                                                            | 木村陽子                                                              | 7月29日  |
| 第1192話         | -                                                                     | 父ちゃんが嫌われたゾ                                                  | ひるまちかこ                                                          | 西平淑郎                                                              | 西平淑郎                                                              | 入江康智                                                              | 7月29日  |
| 第1192話         | -                                                                     | ななこおねいさんと体操だゾ                                            | 清水東                                                                | 三浦陽                                                                | 三浦陽                                                                | 木村陽子                                                              | 7月29日  |
| SPECIAL SUNDAY 6 | クレヨンしんちゃん もののけニンジャ珍風伝（2022年）（監督：橋本昌和） | クレヨンしんちゃん もののけニンジャ珍風伝（2022年）（監督：橋本昌和） | クレヨンしんちゃん もののけニンジャ珍風伝（2022年）（監督：橋本昌和） | クレヨンしんちゃん もののけニンジャ珍風伝（2022年）（監督：橋本昌和） | クレヨンしんちゃん もののけニンジャ珍風伝（2022年）（監督：橋本昌和） | クレヨンしんちゃん もののけニンジャ珍風伝（2022年）（監督：橋本昌和） | 7月30日  |
| 第1193話         | -                                                                     | エスパーマサオだゾ                                                    | 阪口和久                                                              | 三浦陽                                                                | 三浦陽                                                                | 原勝徳                                                                | 8月5日   |
| 第1193話         | -                                                                     | 今夜は手巻き寿司だゾ                                                  | 黒住光                                                                | しぎのあきら                                                          | 三浦陽                                                                | 門脇孝一                                                              | 8月5日   |
| 第1194話         | 第10期⑨                                                               | お宝を探すゾ（2011年）〈再〉                                          | 中弘子                                                                | 貞光紳也                                                              | 貞光紳也                                                              | 樋口善法                                                              | 8月12日  |
| 第1194話         | 第10期⑧                                                               | 王子様のクツだゾ（2011年）〈再〉                                      | 中弘子                                                                | 平井峰太郎                                                            | 平井峰太郎                                                            | 針金屋英郎                                                            | 8月12日  |
| 第1194話         | -                                                                     | じいちゃんと海だゾ                                                    | ひるまちかこ                                                          | ムトウユージ                                                          | ムトウユージ                                                          | 高倉佳彦                                                              | 8月12日  |
| 第1195話         | 第9期⑧                                                                | お留守番でおそうじだゾ（2009年）〈再〉                                | 翁妙子                                                                | ささきひろゆき                                                        | ささきひろゆき                                                        | 原勝徳                                                                | 8月19日  |
| 第1195話         | -                                                                     | 父ちゃんと船釣りだゾ                                                  | 川辺美奈子                                                            | 横山広行                                                              | 横山広行                                                              | 間々田益男                                                            | 8月19日  |
| 第1195話         | -                                                                     | 風間くんのチャレンジだゾ                                              | 晨原大輔                                                              | 横山広行                                                              | 横山広行                                                              | 木村陽子                                                              | 8月19日  |
| 第1196話         | 第13期⑥                                                               | 思いが重いマサオくんだゾ（2016年）〈再〉                              | 川辺美奈子                                                            | 奥澤明裕                                                              | 横山広行                                                              | 生野裕子                                                              | 8月26日  |
| 第1196話         | -                                                                     | 恋するシロだゾ                                                        | 黒住光                                                                | 平井峰太郎                                                            | 高橋謙仁                                                              | 林静香                                                                | 8月26日  |
| 第1196話         | -                                                                     | 愛の打ち上げ花火だゾ                                                  | 晨原大輔                                                              | しぎのあきら                                                          | 平井峰太郎                                                            | 樋口善法                                                              | 8月26日  |
| 第1197話         | -                                                                     | もえPのイベントだゾ（2022年）〈再〉                                   | 川辺美奈子                                                            | ムトウユージ                                                          | ムトウユージ                                                          | 針金屋英郎                                                            | 9月2日   |
| 第1197話         | -                                                                     | もえPの応援上映に行くゾ                                               | 川辺美奈子                                                            | ムトウユージ                                                          | ムトウユージ                                                          | 林静香                                                                | 9月2日   |
| 第1197話         | -                                                                     | 母ちゃんもやせたいゾ                                                  | 中弘子                                                                | しぎのあきら                                                          | 鹿島典夫                                                              | 大森孝敏                                                              | 9月2日   |
| 第1198話         | 第10期⑦                                                               | 犬の飼い方教えるゾ（2011年）〈再〉                                    | 中弘子                                                                | 貞光紳也                                                              | 貞光紳也                                                              | 樋口善法                                                              | 9月9日   |
| 第1198話         | 第13期⑤                                                               | 冷蔵庫のおかたづけだゾ（2016年）〈再〉                                | ひるまちかこ                                                          | ささきひろゆき                                                        | ささきひろゆき                                                        | 門脇孝一                                                              | 9月9日   |
| 第1198話         | -                                                                     | あいちゃんと相合いガサだゾ                                            | 黒住光                                                                | しぎのあきら                                                          | ムトウユージ                                                          | 尾鷲英俊                                                              | 9月9日   |
| 第1199話         | 第15期②                                                               | スクープするゾ（2018年）〈再〉                                        | 黒住光                                                                | しぎのあきら                                                          | 高橋渉                                                                | 針金屋英郎                                                            | 9月16日  |
| 第1199話         | -                                                                     | 行列のプリンだゾ                                                      | ひるまちかこ                                                          | 横山広行                                                              | 横山広行                                                              | 木村陽子                                                              | 9月16日  |
| 第1199話         | -                                                                     | 入園式の思い出だゾ                                                    | 中弘子                                                                | 横山広行                                                              | 横山広行                                                              | 橋本とよ子                                                            | 9月16日  |
| 第1200話         | 第14期⑦                                                               | ミラクルドッグ・シロだゾ（2018年）〈再〉                              | 川辺美奈子                                                            | しぎのあきら                                                          | 横山広行                                                              | 林静香                                                                | 9月23日  |
| 第1200話         | 第14期②                                                               | 父ちゃんとアイスを作るゾ（2017年）〈再〉                              | 阪口和久                                                              | 平井峰太郎                                                            | 平井峰太郎                                                            | 間々田益男                                                            | 9月23日  |
| 第1200話         | -                                                                     | むさえちゃんVSセールスレディだゾ                                      | モラル                                                                | しぎのあきら                                                          | 鹿島典夫                                                              | 尾鷲英俊                                                              | 9月23日  |
| 第1201話         | 第9期③                                                                | マサオくんのアシスタントだゾ（2008年）〈再〉                          | 翁妙子                                                                | ささきひろゆき                                                        | ささきひろゆき                                                        | 針金屋英郎                                                            | 9月30日  |
| 第1201話         | -                                                                     | インコを探せ!だゾ                                                     | 清水東                                                                | 三浦陽                                                                | 三浦陽                                                                | 針金屋英郎                                                            | 9月30日  |
| 第1201話         | -                                                                     | 父ちゃんのソロキャンプだゾ                                            | 晨原大輔                                                              | 三浦陽                                                                | 三浦陽                                                                | 門脇孝一                                                              | 9月30日  |
| 第1202話         | 第10期⑤                                                               | お弁当箱の戦いだゾ（2010年）〈再〉                                    | 翁妙子                                                                | 義野利幸                                                              | 平井峰太郎                                                            | 大森孝敏                                                              | 10月7日  |
| 第1202話         | 第10期⑤                                                               | キノコ狩りへ行くゾ（2010年）〈再〉                                    | 阪口和久                                                              | 貞光紳也                                                              | 貞光紳也                                                              | 樋口善法                                                              | 10月7日  |
| 第1202話         | -                                                                     | スーザンとひまわりだゾ                                                | 清水東                                                                | 平井峰太郎                                                            | 平井峰太郎                                                            | 林静香                                                                | 10月7日  |
| 第1203話         | 第12期⑫                                                               | おならが出そうだゾ（2015年）〈再〉                                    | 清水東                                                                | ささきひろゆき                                                        | ささきひろゆき                                                        | 門脇孝一                                                              | 10月14日 |
| 第1203話         | -                                                                     | マジな先生が来たゾ                                                    | 黒住光                                                                | しぎのあきら                                                          | 平井峰太郎                                                            | 樋口善法                                                              | 10月14日 |
| 第1203話         | -                                                                     | 母ちゃんの置き手紙だゾ                                                | 晨原大輔                                                              | 平井峰太郎                                                            | 平井峰太郎                                                            | 間々田益男                                                            | 10月14日 |
| 第1204話         | 第9期⑨                                                                | コンカツだゾ（2009年）〈再〉                                          | 中弘子                                                                | 貞光紳也                                                              | 貞光紳也                                                              | 樋口善法                                                              | 10月21日 |
| 第1204話         | 第9期④                                                                | 父ちゃんとシロの散歩だゾ（2008年）〈再〉                              | 阪口和久                                                              | 貞光紳也                                                              | 貞光紳也                                                              | 樋口善法                                                              | 10月21日 |
| 第1204話         | -                                                                     | ネネちゃんのヘアゴムだゾ                                              | 中弘子                                                                | しぎのあきら                                                          | しばたあきひさ                                                        | 原勝徳                                                                | 10月21日 |
| 第1205話         | 第14期①                                                               | サラリーマンバーベキューだゾ（2017年）〈再〉                          | 清水東                                                                | ささきひろゆき                                                        | ささきひろゆき                                                        | 針金屋英郎                                                            | 10月28日 |
| 第1205話         | -                                                                     | おうちで運動会だゾ                                                    | 黒住光                                                                | 三浦陽                                                                | 三浦陽                                                                | 尾鷲英俊                                                              | 10月28日 |
| 第1205話         | -                                                                     | 秋の二択だゾ                                                          | モラル                                                                | しばたあきひさ                                                        | しばたあきひさ                                                        | 間々田益男                                                            | 10月28日 |
| 第1205話         | -                                                                     | TOMORROW X TOGETHERがきたゾ                                           | -                                                                     | ムトウユージ                                                          | ムトウユージ                                                          | 木村陽子                                                              | 10月28日 |
| 第1206話         | 第13期④                                                               | ぶりぶりざえもんの冒険 覚醒編（2016年）〈再〉                         | 清水東                                                                | ささきひろゆき                                                        | ささきひろゆき                                                        | 間々田益男                                                            | 11月4日  |
| 第1206話         | 第13期④                                                               | ぶりぶりざえもんの冒険 閃光編（2016年）〈再〉                         | 清水東                                                                | ささきひろゆき                                                        | ささきひろゆき                                                        | 針金屋英郎                                                            | 11月4日  |
| 第1206話         | -                                                                     | ぶりぶりざえもんの冒険 宇宙ダンク編                                   | 晨原大輔                                                              | ムトウユージ                                                          | ムトウユージ                                                          | 高倉佳彦                                                              | 11月4日  |
| 第1207話         | 第11期⑦                                                               | シロとコンテストだゾ（2013年）〈再〉                                  | 翁妙子                                                                | 義野利幸                                                              | 高橋渉                                                                | 門脇孝一                                                              | 11月11日 |
| 第1207話         | -                                                                     | ネネちゃんを尾行するゾ                                                | 川辺美奈子                                                            | 橋本昌和                                                              | 三上喜子                                                              | 林静香                                                                | 11月11日 |
| 第1207話         | -                                                                     | 父ちゃんと編みぐるみだゾ                                              | 清水東                                                                | 平井峰太郎                                                            | 平井峰太郎                                                            | 間々田益男                                                            | 11月11日 |
| 第1208話         | 第9期③                                                                | ご本のおつかいだゾ（2008年）〈再〉                                    | 阪口和久                                                              | ささきひろゆき                                                        | ささきひろゆき                                                        | 若松孝思                                                              | 11月18日 |
| 第1208話         | -                                                                     | オラたち小学生だゾ                                                    | 晨原大輔                                                              | 横山広行                                                              | 横山広行                                                              | 大森孝敏                                                              | 11月18日 |
| 第1208話         | -                                                                     | 休めない母ちゃんだゾ                                                  | 中弘子                                                                | 池端たかし                                                            | しばたあきひさ                                                        | 入江康智                                                              | 11月18日 |
| 第1209話         | 第10期⑩                                                               | 鑑識しんちゃんだゾ（2011年）〈再〉                                    | うえのきみこ                                                          | ささきひろゆき                                                        | ささきひろゆき                                                        | 針金屋英郎                                                            | 11月25日 |
| 第1209話         | -                                                                     | 指輪をとりかえすゾ                                                    | 阪口和久                                                              | しぎのあきら                                                          | しばたあきひさ                                                        | 木村陽子                                                              | 11月25日 |
| 第1209話         | -                                                                     | せましおじさんとまつざか先生だゾ                                      | 黒住光                                                                | 三浦陽                                                                | 三浦陽                                                                | 原勝徳                                                                | 11月25日 |
| 第1210話         | 第9期③                                                                | しわよせの黄色いハンカチだゾ（2008年）〈再〉                          | 翁妙子                                                                | 義野利幸                                                              | 平井峰太郎                                                            | 間々田益男                                                            | 12月2日  |
| 第1210話         | -                                                                     | コマ対決だゾ                                                          | ひるまちかこ                                                          | ムトウユージ                                                          | ムトウユージ                                                          | 高倉佳彦                                                              | 12月2日  |
| 第1210話         | -                                                                     | 園長先生とスーザンだゾ                                                | 清水東                                                                | しぎのあきら                                                          | 平井峰太郎                                                            | 木村陽子                                                              | 12月2日  |
| 第1211話         | 第9期⑩                                                                | ネネちゃんにお手紙だゾ（2009年）〈再〉                                | 翁妙子                                                                | 横山広行                                                              | 横山広行                                                              | 間々田益男                                                            | 12月9日  |
| 第1211話         | -                                                                     | ワケあり不動産だゾ                                                    | 清水東                                                                | 横山広行                                                              | 横山広行                                                              | 橋本とよ子                                                            | 12月9日  |
| 第1211話         | -                                                                     | おケイおばさんがとまりに来たゾ                                        | 中弘子                                                                | 横山広行                                                              | 横山広行                                                              | 大森孝敏                                                              | 12月9日  |
| 第1212話         | 第13期⑦                                                               | カニカニバトルだゾ（2016年）〈再〉                                    | 黒住光                                                                | 横山広行                                                              | 横山広行                                                              | 原勝徳                                                                | 12月16日 |
| 第1212話         | -                                                                     | 母ちゃんは防衛隊見習いだゾ                                            | 川辺美奈子                                                            | 平井峰太郎                                                            | 平井峰太郎                                                            | 針金屋英郎                                                            | 12月16日 |
| 第1212話         | -                                                                     | オモチャのサブスクだゾ                                                | モラル                                                                | 横山広行                                                              | 横山広行                                                              | 高倉佳彦                                                              | 12月16日 |
| 第1213話         | 第12期⑥                                                               | ゼッタイに拾いたい石だゾ（2015年）〈再〉                              | 川辺美奈子                                                            | 平井峰太郎                                                            | 平井峰太郎                                                            | 大森孝敏                                                              | 12月23日 |
| 第1213話         | -                                                                     | 発電父ちゃんだゾ                                                      | 晨原大輔                                                              | 西平淑郎                                                              | 西平淑郎                                                              | 高倉佳彦                                                              | 12月23日 |
| 第1213話         | -                                                                     | あっちこっちであつくるしいゾ                                          | 川辺美奈子                                                            | ムトウユージ                                                          | ムトウユージ                                                          | 門脇孝一                                                              | 12月23日 |

## 2024年
| 話数             | DVD収録                                                                                               | サブタイトル                                                                                          | 脚本                                                                                                  | 絵コンテ                                                                                              | 演出                                                                                                  | 作画監督                                                                                              | 放送日   |
| ---------------- | --- | --- | --- | --- | --- | --- | -------- |
| 第1214話         | 第10期⑥                                                                                               | おモチつきだゾ（2011年）〈再〉                                                                        | 翁妙子                                                                                                | 義野利幸                                                                                              | ささきひろゆき                                                                                        | 大森孝敏                                                                                              | 1月6日   |
| 第1214話         | - | 風間くんをかくまうゾ                                                                                  | 阪口和久                                                                                              | しぎのあきら                                                                                          | 平井峰太郎                                                                                            | 尾鷲英俊                                                                                              | 1月6日   |
| 第1214話         | - | せましおじさんご結婚シリーズ 婚約者がきたゾ                                                           | 黒住光                                                                                                | 平井峰太郎                                                                                            | 平井峰太郎                                                                                            | 橋本とよ子                                                                                            | 1月6日   |
| 第1215話         | 第9期⑪                                                                                                | 高級チョコをもらったゾ（2010年）〈再〉                                                                | 翁妙子                                                                                                | 貞光紳也                                                                                              | 貞光紳也                                                                                              | 樋口善法                                                                                              | 1月13日  |
| 第1215話         | 第11期⑥                                                                                               | 見たい夢を見るゾ（2013年）〈再〉                                                                      | きむらひでふみ                                                                                        | 平井峰太郎                                                                                            | 平井峰太郎                                                                                            | 間々田益男                                                                                            | 1月13日  |
| 第1215話         | - | 紅さそり隊のスカウトだゾ                                                                              | 晨原大輔                                                                                              | しぎのあきら                                                                                          | しばたあきひさ                                                                                        | 尾鷲英俊                                                                                              | 1月13日  |
| 第1216話         | 第12期①                                                                                               | 代休父ちゃんだゾ（2014年）〈再〉                                                                      | 溝井英一デービス                                                                                      | 川崎逸朗                                                                                              | たかおかきいち                                                                                        | 樋口善法                                                                                              | 1月20日  |
| 第1216話         | - | 会えそうで会えないゾ                                                                                  | モラル                                                                                                | 三浦陽                                                                                                | 三浦陽                                                                                                | 林静香                                                                                                | 1月20日  |
| 第1216話         | - | オラ、ハンセーしてるゾ                                                                                | モラル                                                                                                | 三浦陽                                                                                                | しばたあきひさ                                                                                        | 門脇孝一                                                                                              | 1月20日  |
| 第1217話         | 第9期⑩                                                                                                | 上尾先生の秘密の週末だゾ（2009年）〈再〉                                                              | 中弘子                                                                                                | 高橋渉                                                                                                | 高橋渉                                                                                                | 針金屋英郎                                                                                            | 1月27日  |
| 第1217話         | - | 霜柱をふみたいゾ                                                                                      | ひるまちかこ                                                                                          | しぎのあきら                                                                                          | 平井峰太郎                                                                                            | 樋口善法                                                                                              | 1月27日  |
| 第1217話         | - | パンツを直すゾ                                                                                        | ひるまちかこ                                                                                          | しぎのあきら                                                                                          | ムトウユージ                                                                                          | 大森孝敏                                                                                              | 1月27日  |
| 第1218話         | 第13期②                                                                                               | お肉をキャッチするゾ（2016年）〈再〉                                                                  | 阪口和久                                                                                              | 横山広行                                                                                              | 横山広行                                                                                              | 尾鷲英俊                                                                                              | 2月3日   |
| 第1218話         | 第10期⑫                                                                                               | 金魚とボーちゃんだゾ（2012年）〈再〉                                                                  | 中弘子                                                                                                | 貞光紳也                                                                                              | 貞光紳也                                                                                              | 樋口善法                                                                                              | 2月3日   |
| 第1218話         | - | せましおじさんご結婚シリーズ オラにいとこができる!?だゾ                                               | 黒住光                                                                                                | 平井峰太郎                                                                                            | 平井峰太郎                                                                                            | 針金屋英郎                                                                                            | 2月3日   |
| 第1219話         | 第12期①                                                                                               | ランチでアート対決だゾ（2014年）〈再〉                                                                | 阪口和久                                                                                              | 横山広行                                                                                              | 横山広行                                                                                              | 門脇孝一                                                                                              | 2月10日  |
| 第1219話         | - | ママたちのおもてなしだゾ                                                                              | 中弘子                                                                                                | 横山広行                                                                                              | 横山広行                                                                                              | 間々田益男                                                                                            | 2月10日  |
| 第1219話         | - | 金庫をあけるゾ                                                                                        | 清水東                                                                                                | 横山広行                                                                                              | 横山広行                                                                                              | 木村陽子                                                                                              | 2月10日  |
| 第1220話         | ○ | アイドル先輩が来たゾ（2014年）〈再〉                                                                  | 中弘子                                                                                                | 平井峰太郎                                                                                            | 平井峰太郎                                                                                            | 大森孝敏                                                                                              | 2月17日  |
| 第1220話         | - | ダブルじいちゃんのお土産だゾ                                                                          | 清水東                                                                                                | しぎのあきら                                                                                          | ムトウユージ                                                                                          | 門脇孝一                                                                                              | 2月17日  |
| 第1220話         | - | 水筒をもっていくゾ                                                                                    | 中弘子                                                                                                | 横山広行                                                                                              | 横山広行                                                                                              | 大森孝敏                                                                                              | 2月17日  |
| 第1221話         | 第9期⑥                                                                                                | 父ちゃんと棚をつくるゾ（2009年）〈再〉                                                                | 阪口和久                                                                                              | ささきひろゆき                                                                                        | ささきひろゆき                                                                                        | 木村陽子                                                                                              | 2月24日  |
| 第1221話         | - | カードはダレのもの?だゾ                                                                               | 阪口和久                                                                                              | ムトウユージ                                                                                          | ムトウユージ                                                                                          | 高倉佳彦                                                                                              | 2月24日  |
| 第1221話         | - | オラと母ちゃんの夢だゾ                                                                                | 晨原大輔                                                                                              | 横山広行                                                                                              | 横山広行                                                                                              | 木村陽子                                                                                              | 2月24日  |
| 第1222話         | 第13期②                                                                                               | 風間くんは忘れ物しないゾ（2016年）〈再〉                                                              | 清水東                                                                                                | 川崎逸朗                                                                                              | 川崎逸朗                                                                                              | 荒川眞嗣                                                                                              | 3月2日   |
| 第1222話         | - | せましおじさんご結婚シリーズ 兄さまをついせきするゾ                                                   | 黒住光                                                                                                | 平井峰太郎                                                                                            | 平井峰太郎                                                                                            | 橋本とよ子 大森孝敏                                                                                   | 3月2日   |
| 第1223話         | 第9期④                                                                                                | ママサミットだゾ（2009年）〈再〉                                                                      | 中弘子                                                                                                | 貞光紳也                                                                                              | 貞光紳也                                                                                              | 樋口善法                                                                                              | 3月9日   |
| 第1223話         | 第9期④                                                                                                | 手作りベビー服だゾ（2008年）〈再〉                                                                    | 浜崎達也                                                                                              | ささきひろゆき                                                                                        | ささきひろゆき                                                                                        | 大森孝敏                                                                                              | 3月9日   |
| 第1223話         | - | つり橋でドキドキだゾ                                                                                  | モラル                                                                                                | しぎのあきら                                                                                          | 佐々木忍                                                                                              | 樋口善法                                                                                              | 3月9日   |
| 第1224話         | 第12期⑦                                                                                               | 本屋さんでサイン会だゾ（2015年）〈再〉                                                                | 川辺美奈子                                                                                            | 横山広行                                                                                              | 横山広行                                                                                              | 大森孝敏                                                                                              | 3月16日  |
| 第1224話         | - | ぬいぐるみかくれんぼだゾ                                                                              | 川辺美奈子                                                                                            | しぎのあきら                                                                                          | しばたあきひさ                                                                                        | 間々田益男                                                                                            | 3月16日  |
| 第1224話         | - | オラはウソつかないゾ                                                                                  | 黒住光                                                                                                | しぎのあきら                                                                                          | 末田宜史                                                                                              | 林静香                                                                                                | 3月16日  |
| 第1225話         | 第13期⑧                                                                                               | どうしてもパフェが食べたいゾ（2017年）〈再〉                                                          | 阪口和久                                                                                              | 平井峰太郎 今村洋輝                                                                                   | 平井峰太郎 今村洋輝                                                                                   | 林静香                                                                                                | 3月23日  |
| 第1225話         | 第13期⑧                                                                                               | 見たいのに見られないゾ（2016年）〈再〉                                                                | ひるまちかこ                                                                                          | 中村憲由                                                                                              | 中村憲由                                                                                              | 大森孝敏                                                                                              | 3月23日  |
| 第1225話         | - | ナゾのメッセージだゾ                                                                                  | 中弘子                                                                                                | しぎのあきら                                                                                          | しばたあきひさ                                                                                        | 門脇孝一                                                                                              | 3月23日  |
| 第1226話         | 第13期④                                                                                               | こわ～い歯医者さんだゾ（2016年）〈再〉                                                                | 清水東                                                                                                | 横山広行                                                                                              | 横山広行                                                                                              | 林静香                                                                                                | 3月30日  |
| 第1226話         | - | 発進!カスカベホークだゾ                                                                               | 黒住光                                                                                                | ムトウユージ                                                                                          | ムトウユージ                                                                                          | 原勝徳                                                                                                | 3月30日  |
| 第1226話         | - | むさえちゃんにはナイショだゾ                                                                          | 清水東                                                                                                | しぎのあきら                                                                                          | 佐々木忍                                                                                              | 尾鷲英俊                                                                                              | 3月30日  |
| 第1227話         | 第10期⑫                                                                                               | シロ王子だゾ（2012年）〈再〉                                                                          | 中弘子                                                                                                | 横山広行                                                                                              | 横山広行                                                                                              | 入江康智                                                                                              | 4月6日   |
| 第1227話         | 第15期⑪                                                                                               | シロの散歩は誰が行く?だゾ（2019年）〈再〉                                                             | 中弘子                                                                                                | 三浦陽                                                                                                | 三浦陽                                                                                                | 尾鷲英俊                                                                                              | 4月6日   |
| 第1227話         | - | シロがパンツになっちゃったゾ                                                                          | 晨原大輔                                                                                              | ムトウユージ                                                                                          | ムトウユージ                                                                                          | 林静香                                                                                                | 4月6日   |
| 第1228話         | 第11期⑪                                                                                               | ボウリング対決だゾ（2013年）〈再〉                                                                    | 川辺美奈子                                                                                            | 平井峰太郎                                                                                            | 平井峰太郎                                                                                            | 針金屋英郎                                                                                            | 4月13日  |
| 第1228話         | - | スーザンとお花見だゾ                                                                                  | 清水東                                                                                                | 横山広行                                                                                              | 横山広行                                                                                              | 木村陽子                                                                                              | 4月13日  |
| 第1228話         | - | せましおじさんご結婚シリーズ せまちゃんとかくれんぼだゾ                                               | 黒住光                                                                                                | 平井峰太郎                                                                                            | 平井峰太郎                                                                                            | 林静香                                                                                                | 4月13日  |
| 第1229話         | 第11期⑧                                                                                               | ネネちゃんがスランプだゾ（2013年）〈再〉                                                              | 川辺美奈子                                                                                            | ささきひろゆき                                                                                        | ささきひろゆき                                                                                        | 門脇孝一                                                                                              | 4月20日  |
| 第1229話         | - | 部長さんがもれそうだゾ                                                                                | ひるまちかこ                                                                                          | 横山広行                                                                                              | 横山広行                                                                                              | 高倉佳彦                                                                                              | 4月20日  |
| 第1229話         | - | プレミアムしんちゃんデーだゾ                                                                          | 中弘子                                                                                                | 高橋謙仁                                                                                              | 高橋謙仁                                                                                              | 尾鷲英俊                                                                                              | 4月20日  |
| 第1230話         | 第12期②                                                                                               | 引越しで仕分けるゾ（2014年）〈再〉                                                                    | 翁妙子                                                                                                | 平井峰太郎                                                                                            | 平井峰太郎                                                                                            | 針金屋英郎                                                                                            | 4月27日  |
| 第1230話         | - | そこをなんとか買ってほしいゾ                                                                          | 阪口和久                                                                                              | 横山広行                                                                                              | 横山広行                                                                                              | 木村陽子                                                                                              | 4月27日  |
| 第1230話         | - | ひまわりを起こすなだゾ                                                                                | 晨原大輔                                                                                              | 横山広行                                                                                              | 横山広行                                                                                              | 間々田益男                                                                                            | 4月27日  |
| 第1231話         | 第13期⑩                                                                                               | 家族写真を撮ってもらうゾ（2017年）〈再〉                                                              | 清水東                                                                                                | 石山タカ明                                                                                            | 久保太郎                                                                                              | 林一哉                                                                                                | 5月4日   |
| 第1231話         | 第12期②                                                                                               | お天気お兄さんだゾ（2014年）〈再〉                                                                    | 川辺美奈子                                                                                            | 横山広行                                                                                              | 横山広行                                                                                              | 木村陽子                                                                                              | 5月4日   |
| 第1231話         | - | アクションウォーカーみさえだゾ                                                                        | 晨原大輔                                                                                              | ムトウユージ                                                                                          | ムトウユージ                                                                                          | 高倉佳彦                                                                                              | 5月4日   |
| 第1232話         | 第13期③                                                                                               | マサオくんの正夢だゾ（2016年）〈再〉                                                                  | 清水東                                                                                                | 平井峰太郎                                                                                            | 平井峰太郎                                                                                            | 門脇孝一                                                                                              | 5月11日  |
| 第1232話         | - | せましおじさんご結婚シリーズ 秋田で父になるゾ                                                         | 黒住光                                                                                                | 平井峰太郎                                                                                            | 平井峰太郎                                                                                            | 間々田益男 林静香                                                                                     | 5月11日  |
| 第1233話         | 第12期②                                                                                               | まいごのコブタだゾ（2014年）〈再〉                                                                    | 翁妙子                                                                                                | ムトウユージ                                                                                          | たかおかきいち                                                                                        | 樋口善法                                                                                              | 5月18日  |
| 第1233話         | 第13期⑫                                                                                               | すき焼きをゲットだゾ（2017年）〈再〉                                                                  | 阪口和久                                                                                              | ムトウユージ                                                                                          | 平井峰太郎                                                                                            | 大森孝敏                                                                                              | 5月18日  |
| 第1233話         | - | オラ、プリキュアだゾ                                                                                  | ムトウユージ 川辺美奈子                                                                               | ムトウユージ                                                                                          | ムトウユージ                                                                                          | 木村陽子 原勝徳                                                                                       | 5月18日  |
| 第1234話         | 第11期⑧                                                                                               | シガイセンはこわいゾ（2013年）〈再〉                                                                  | 翁妙子                                                                                                | 横山広行                                                                                              | 横山広行                                                                                              | 林静香                                                                                                | 5月25日  |
| 第1234話         | - | 夫婦ゲンカでおいしいゾ                                                                                | 阪口和久                                                                                              | しぎのあきら                                                                                          | 平井峰太郎                                                                                            | 間々田益男                                                                                            | 5月25日  |
| 第1234話         | - | 母ちゃんが寝てるゾ                                                                                    | 中弘子                                                                                                | しぎのあきら                                                                                          | しばたあきひさ                                                                                        | 門脇孝一                                                                                              | 5月25日  |
| 第1235話         | - | せましおじさんご結婚シリーズ せましおじさんの結婚式だゾ                                               | 黒住光                                                                                                | 平井峰太郎                                                                                            | 平井峰太郎                                                                                            | 大森孝敏 間々田益男                                                                                   | 6月1日   |
| 第1236話         | 第15期⑦                                                                                               | ひまわりを追え!だゾ（2019年）〈再〉                                                                   | 阪口和久                                                                                              | 安藤良                                                                                                | 安藤良                                                                                                | 針金屋英郎                                                                                            | 6月8日   |
| 第1236話         | 第13期⑫                                                                                               | 父ちゃんをむかえにいくゾ（2017年）〈再〉                                                              | 川辺美奈子                                                                                            | 横山広行                                                                                              | 横山広行                                                                                              | 間々田益男                                                                                            | 6月8日   |
| 第1236話         | - | フリースタイルしんちゃん カスカベのラッパー#7                                                         | 晨原大輔                                                                                              | 三浦陽                                                                                                | 三浦陽                                                                                                | 針金屋英郎                                                                                            | 6月8日   |
| 第1237話         | 第12期③                                                                                               | 冒険水着を買うゾ（2014年）〈再〉                                                                      | 阪口和久                                                                                              | 平井峰太郎                                                                                            | ムトウユージ                                                                                          | 高倉佳彦                                                                                              | 6月15日  |
| 第1237話         | - | 帰ってからが大変だゾ                                                                                  | 中弘子                                                                                                | しぎのあきら                                                                                          | しばたあきひさ                                                                                        | 木村陽子                                                                                              | 6月15日  |
| 第1237話         | - | フリースタイルしんちゃん カスカベのラッパー#8                                                         | 晨原大輔                                                                                              | 三浦陽                                                                                                | 三浦陽                                                                                                | 大森孝敏                                                                                              | 6月15日  |
| 第1238話         | 第12期⑩                                                                                               | 夏のおでかけ会議だゾ（2015年）〈再〉                                                                  | 川辺美奈子                                                                                            | 平井峰太郎                                                                                            | 平井峰太郎                                                                                            | 門脇孝一                                                                                              | 6月22日  |
| 第1238話         | 第12期⑨                                                                                               | 春我部は今日も雨だったゾ（2015年）〈再〉                                                              | 黒住光                                                                                                | 三原三千夫                                                                                            | ささきひろゆき                                                                                        | 針金屋英郎                                                                                            | 6月22日  |
| 第1238話         | - | フリースタイルしんちゃん カスカベのラッパー#9                                                         | 晨原大輔                                                                                              | 三浦陽                                                                                                | 三浦陽                                                                                                | 間々田益男                                                                                            | 6月22日  |
| 第1239話         | 第13期⑫                                                                                               | シロのゴーカな家だゾ（2017年）〈再〉                                                                  | 中弘子                                                                                                | しぎのあきら                                                                                          | 木野雄                                                                                                | 木村陽子                                                                                              | 6月29日  |
| 第1239話         | 第15期⑧                                                                                               | シイタケを育てるゾ（2019年）〈再〉                                                                    | 黒住光                                                                                                | しぎのあきら                                                                                          | 平井峰太郎                                                                                            | 門脇孝一                                                                                              | 6月29日  |
| 第1239話         | - | ボーちゃんの無人販売所だゾ                                                                            | 清水東                                                                                                | 横山広行                                                                                              | 横山広行                                                                                              | 高倉佳彦                                                                                              | 6月29日  |
| 第1240話         | 第15期⑦                                                                                               | あいちゃんとビーチだゾ（2019年）〈再〉                                                                | 黒住光                                                                                                | 西平淑郎                                                                                              | 西平淑郎                                                                                              | 木村陽子                                                                                              | 7月6日   |
| 第1240話         | - | シロとお掃除ロボットだゾ                                                                              | モラル                                                                                                | しぎのあきら                                                                                          | しばたあきひさ                                                                                        | 尾鷲英俊                                                                                              | 7月6日   |
| 第1240話         | - | メニューを考えるゾ                                                                                    | ひるまちかこ                                                                                          | 西平淑郎                                                                                              | 西平淑郎                                                                                              | 樋口善法                                                                                              | 7月6日   |
| 第1241話         | 第15期⑧                                                                                               | 父ちゃんと洗車だゾ（2019年）〈再〉                                                                    | ひるまちかこ                                                                                          | しぎのあきら                                                                                          | 安藤良                                                                                                | 尾鷲英俊                                                                                              | 7月13日  |
| 第1241話         | 第13期④                                                                                               | 思い出したいマサオくんだゾ（2016年）〈再〉                                                            | 川辺美奈子                                                                                            | 鈴木卓夫                                                                                              | 加藤顕                                                                                                | 生野裕子                                                                                              | 7月13日  |
| 第1241話         | - | クイズ出し王だゾ                                                                                      | 晨原大輔                                                                                              | しぎのあきら                                                                                          | 末田宜史                                                                                              | 門脇孝一                                                                                              | 7月13日  |
| 第1242話         | 第11期③                                                                                               | 海の家でアルバイトだゾ（2012年）〈再〉                                                                | 阪口和久                                                                                              | ささきひろゆき                                                                                        | ささきひろゆき                                                                                        | 針金屋英郎                                                                                            | 7月20日  |
| 第1242話         | - | 四郎さんは怪人だゾ                                                                                    | 川辺美奈子                                                                                            | 横山広行                                                                                              | 横山広行                                                                                              | 橋本とよ子                                                                                            | 7月20日  |
| 第1242話         | - | モテる男になるゾ                                                                                      | ひるまちかこ                                                                                          | 横山広行                                                                                              | 横山広行                                                                                              | 高倉佳彦                                                                                              | 7月20日  |
| 第1243話         | 第13期⑤                                                                                               | 枝豆を育てるゾ（2016年）〈再〉                                                                        | ひるまちかこ                                                                                          | 横山広行                                                                                              | 横山広行                                                                                              | 門脇孝一                                                                                              | 7月27日  |
| 第1243話         | - | ストリートしりとりだゾ                                                                                | 黒住光                                                                                                | ワタナベシンイチ                                                                                      | 三上喜子                                                                                              | 尾鷲英俊                                                                                              | 7月27日  |
| 第1243話         | - | おためし券だゾ                                                                                        | 清水東                                                                                                | しぎのあきら                                                                                          | 三上喜子                                                                                              | 林静香                                                                                                | 7月27日  |
| 第1244話         | 第10期⑨                                                                                               | 風間くんの夏休みだゾ（2011年）〈再〉                                                                  | うえのきみこ                                                                                          | 義野利幸                                                                                              | ささきひろゆき                                                                                        | 原勝徳                                                                                                | 8月3日   |
| 第1244話         | 第10期⑩                                                                                               | ひまわりを激写だゾ（2011年）〈再〉                                                                    | 中弘子                                                                                                | 横山広行                                                                                              | 横山広行                                                                                              | 大森孝敏                                                                                              | 8月3日   |
| 第1244話         | - | カッコいいOBになるゾ                                                                                  | モラル                                                                                                | しぎのあきら                                                                                          | しばたあきひさ                                                                                        | 高倉佳彦                                                                                              | 8月3日   |
| SPECIAL SUNDAY 7 | しん次元! クレヨンしんちゃん THE MOVIE 超能力大決戦 〜とべとべ手巻き寿司〜（2023年） （監督：大根仁） | しん次元! クレヨンしんちゃん THE MOVIE 超能力大決戦 〜とべとべ手巻き寿司〜（2023年） （監督：大根仁） | しん次元! クレヨンしんちゃん THE MOVIE 超能力大決戦 〜とべとべ手巻き寿司〜（2023年） （監督：大根仁） | しん次元! クレヨンしんちゃん THE MOVIE 超能力大決戦 〜とべとべ手巻き寿司〜（2023年） （監督：大根仁） | しん次元! クレヨンしんちゃん THE MOVIE 超能力大決戦 〜とべとべ手巻き寿司〜（2023年） （監督：大根仁） | しん次元! クレヨンしんちゃん THE MOVIE 超能力大決戦 〜とべとべ手巻き寿司〜（2023年） （監督：大根仁） | 8月4日   |
| 第1245話         | 第13期④                                                                                               | シロとひな鳥だゾ（2016年）〈再〉                                                                      | 阪口和久                                                                                              | 横山広行                                                                                              | 横山広行                                                                                              | 大森孝敏                                                                                              | 8月10日  |
| 第1245話         | - | オラたち恐竜一家だゾ                                                                                  | モラル                                                                                                | 佐々木忍                                                                                              | 佐々木忍                                                                                              | 橋本とよ子                                                                                            | 8月10日  |
| 第1246話         | 第15期⑥                                                                                               | 父ちゃんの隠しごとだゾ（2019年）〈再〉                                                                | 阪口和久                                                                                              | しぎのあきら                                                                                          | 河原龍太                                                                                              | 木村陽子                                                                                              | 8月17日  |
| 第1246話         | - | だれがベールをぬぐか!?だゾ                                                                            | モラル                                                                                                | 横山広行                                                                                              | 横山広行                                                                                              | 門脇孝一                                                                                              | 8月17日  |
| 第1246話         | - | ばってんしんこちゃんだゾ                                                                              | 中弘子                                                                                                | 横山広行                                                                                              | 横山広行                                                                                              | 橋本とよ子                                                                                            | 8月17日  |
| 第1247話         | 第9期②                                                                                                | ロード・トゥ・運動会だゾ（2008年）〈再〉                                                              | 浜崎達也                                                                                              | 貞光紳也                                                                                              | 貞光紳也                                                                                              | 樋口善法                                                                                              | 8月24日  |
| 第1247話         | 第12期④                                                                                               | アイドルをプロデュースするゾ（2014年）〈再〉                                                          | 翁妙子                                                                                                | 横山広行                                                                                              | ささきひろゆき                                                                                        | 間々田益男                                                                                            | 8月24日  |
| 第1247話         | - | ダラダラはむずかしいゾ                                                                                | 晨原大輔                                                                                              | ワタナベシンイチ                                                                                      | イムガヒ                                                                                              | 尾鷲英俊                                                                                              | 8月24日  |
| 第1248話         | 第12期④                                                                                               | オラは見た!カスカベ都市伝説 ガチャガチャ人間だゾ（2014年）〈再〉                                      | うえのきみこ                                                                                          | 高橋渉                                                                                                | ムトウユージ                                                                                          | 針金屋英郎                                                                                            | 8月31日  |
| 第1248話         | - | 変な家族だゾ                                                                                          | 雨穴                                                                                                  | 平井峰太郎                                                                                            | 平井峰太郎                                                                                            | 木村陽子 高倉佳彦                                                                                     | 8月31日  |
| 第1249話         | 第12期②                                                                                               | 執事喫茶だゾ（2014年）〈再〉                                                                          | 川辺美奈子                                                                                            | 平井峰太郎                                                                                            | 平井峰太郎                                                                                            | 針金屋英郎                                                                                            | 9月7日   |
| 第1249話         | - | ホメられたいゾ                                                                                        | 黒住光                                                                                                | 横山広行                                                                                              | 横山広行                                                                                              | 入江康智                                                                                              | 9月7日   |
| 第1249話         | - | うちわもめだゾ                                                                                        | 清水東                                                                                                | しぎのあきら                                                                                          | 横山広行                                                                                              | 樋口善法                                                                                              | 9月7日   |
| 第1250話         | 第14期③                                                                                               | お宝をそろえたいゾ（2018年）〈再〉                                                                    | 川辺美奈子                                                                                            | 平井峰太郎 今村洋輝                                                                                   | 平井峰太郎 今村洋輝                                                                                   | 門脇孝一                                                                                              | 9月14日  |
| 第1250話         | 第14期①                                                                                               | 新そばをたべに行くゾ（2017年）〈再〉                                                                  | ひるまちかこ                                                                                          | 三浦陽                                                                                                | しばたあきひさ                                                                                        | 高倉佳彦                                                                                              | 9月14日  |
| 第1250話         | - | マサオくんのこわ～い話だゾ                                                                            | モラル                                                                                                | しぎのあきら                                                                                          | ムトウユージ                                                                                          | 大森孝敏                                                                                              | 9月14日  |
| 第1251話         | - | お手伝いスタンプだゾ                                                                                  | 清水東                                                                                                | 三浦陽                                                                                                | 三浦陽                                                                                                | 針金屋英郎                                                                                            | 9月21日  |
| 第1251話         | 第13期⑥                                                                                               | 手作りブローチをあげるゾ（2016年）〈再〉                                                              | 中弘子                                                                                                | 平井峰太郎                                                                                            | ムトウユージ                                                                                          | 大森孝敏                                                                                              | 9月21日  |
| 第1251話         | - | 花火が見たいゾ                                                                                        | 晨原大輔                                                                                              | 横山広行                                                                                              | 横山広行                                                                                              | 間々田益男                                                                                            | 9月21日  |
| 第1252話         | 第13期④                                                                                               | よしなが先生がクビ!?だゾ（2016年）〈再〉                                                              | 黒住光                                                                                                | 平井峰太郎                                                                                            | 平井峰太郎                                                                                            | 原勝徳                                                                                                | 9月28日  |
| 第1252話         | - | オラはお手本です!だゾ                                                                                 | ひるまちかこ                                                                                          | ワタナベシンイチ                                                                                      | しばたあきひさ                                                                                        | 林静香                                                                                                | 9月28日  |
| 第1252話         | - | 縄文人を体験するゾ                                                                                    | モラル                                                                                                | ムトウユージ                                                                                          | ムトウユージ                                                                                          | 間々田益男                                                                                            | 9月28日  |
| 第1253話         | 第12期⑤                                                                                               | サトイモ掘りだゾ（2014年）〈再〉                                                                      | 阪口和久                                                                                              | 横山広行                                                                                              | 横山広行                                                                                              | 原勝徳                                                                                                | 10月5日  |
| 第1253話         | 第9期⑦                                                                                                | ひまわりをあずけるゾ（2009年）〈再〉                                                                  | 翁妙子                                                                                                | 横山広行                                                                                              | 横山広行                                                                                              | 大森孝敏                                                                                              | 10月5日  |
| 第1253話         | - | かすかべのブリチューバーだゾ                                                                          | 川辺美奈子                                                                                            | 末田宜史                                                                                              | 末田宜史                                                                                              | 木村陽子                                                                                              | 10月5日  |
| 第1254話         | 第13期③                                                                                               | まつざか先生を応援するゾ（2016年）〈再〉                                                              | 川辺美奈子                                                                                            | ささきひろゆき                                                                                        | ささきひろゆき                                                                                        | 門脇孝一                                                                                              | 10月12日 |
| 第1254話         | - | おばさんに頼まれたゾ                                                                                  | 中弘子                                                                                                | 平井峰太郎                                                                                            | パクキョンスン                                                                                        | 海老原尚樹                                                                                            | 10月12日 |
| 第1254話         | - | ブリチューバーが炎上したゾ                                                                            | 川辺美奈子                                                                                            | しぎのあきら                                                                                          | 末田宜史                                                                                              | 林静香                                                                                                | 10月12日 |
| 第1255話         | 第9期⑦                                                                                                | ぎゃるり野原だゾ（2009年）〈再〉                                                                      | 中弘子                                                                                                | ムトウユージ                                                                                          | 高橋渉                                                                                                | 高倉佳彦                                                                                              | 10月19日 |
| 第1255話         | - | ハミガキ粉BARだゾ                                                                                     | モラル                                                                                                | 横山広行                                                                                              | 横山広行                                                                                              | 橋本とよ子                                                                                            | 10月19日 |
| 第1255話         | - | ブリチューバーごっこだゾ                                                                              | 川辺美奈子                                                                                            | ワタナベシンイチ                                                                                      | しばたあきひさ                                                                                        | 尾鷲英俊                                                                                              | 10月19日 |
| 第1256話         | 第10期④                                                                                               | 秋田のじいちゃんがまた来たゾ（2010年）〈再〉                                                          | 中村能子                                                                                              | 横山広行                                                                                              | 横山広行                                                                                              | 大森孝敏                                                                                              | 10月26日 |
| 第1256話         | - | ヨーヨー釣り対決だゾ                                                                                  | 阪口和久                                                                                              | ワタナベシンイチ                                                                                      | 大槻一恵                                                                                              | 林静香                                                                                                | 10月26日 |
| 第1256話         | - | 疑惑のブリチューバーだゾ                                                                              | 川辺美奈子                                                                                            | 末田宜史                                                                                              | 末田宜史                                                                                              | 門脇孝一                                                                                              | 10月26日 |
| 第1257話         | 第10期②                                                                                               | うるさい歩数計だゾ（2010年）〈再〉                                                                    | 阪口和久                                                                                              | ささきひろゆき                                                                                        | ささきひろゆき                                                                                        | 若松孝思                                                                                              | 11月2日  |
| 第1257話         | - | オラたち出禁だゾ                                                                                      | 晨原大輔                                                                                              | 横山広行                                                                                              | 横山広行                                                                                              | 木村陽子                                                                                              | 11月2日  |
| 第1257話         | - | 母ちゃんとおそろいだゾ                                                                                | モラル                                                                                                | 横山広行                                                                                              | 横山広行                                                                                              | 門脇孝一                                                                                              | 11月2日  |
| 第1258話         | 第13期④                                                                                               | ボーちゃんはこだわるゾ（2016年）〈再〉                                                                | 中弘子                                                                                                | 平井峰太郎                                                                                            | 平井峰太郎                                                                                            | 高倉佳彦                                                                                              | 11月9日  |
| 第1258話         | - | スキマをさがすゾ                                                                                      | 清水東                                                                                                | パクキョンスン                                                                                        | パクキョンスン                                                                                        | 樋口善法                                                                                              | 11月9日  |
| 第1258話         | - | なかなか帰れないゾ                                                                                    | 晨原大輔                                                                                              | ワタナベシンイチ                                                                                      | パクキョンスン                                                                                        | 橋本とよ子                                                                                            | 11月9日  |
| 第1259話         | 第10期⑩                                                                                               | 自由なあいちゃんだゾ（2011年）〈再〉                                                                  | 翁妙子                                                                                                | 貞光紳也                                                                                              | 貞光紳也                                                                                              | 樋口善法                                                                                              | 11月16日 |
| 第1259話         | - | 補充レンジャーだゾ                                                                                    | ひるまちかこ                                                                                          | 三浦陽                                                                                                | 三浦陽                                                                                                | 入江康智                                                                                              | 11月16日 |
| 第1259話         | - | よしなが先生に売りまくるゾ                                                                            | モラル                                                                                                | 三浦陽                                                                                                | 三浦陽                                                                                                | 橋本とよ子                                                                                            | 11月16日 |
| 第1260話         | 第15期⑭                                                                                               | ハードなお買い物だゾ（2020年）〈再〉                                                                  | 中弘子                                                                                                | 三浦陽                                                                                                | 三浦陽                                                                                                | 橋本とよ子                                                                                            | 11月23日 |
| 第1260話         | 第15期②                                                                                               | おパンツを買いにいくゾ（2018年）〈再〉                                                                | 黒住光                                                                                                | 三浦陽                                                                                                | ささきひろゆき                                                                                        | 間々田益男                                                                                            | 11月23日 |
| 第1260話         | - | サインは誰のもの?だゾ                                                                                 | ひるまちかこ                                                                                          | 横山広行                                                                                              | 横山広行                                                                                              | 間々田益男                                                                                            | 11月23日 |
| 第1261話         | 第13期②                                                                                               | ななこおねいさんを探しに行くゾ（2016年）〈再〉                                                        | 川辺美奈子                                                                                            | 平井峰太郎                                                                                            | 平井峰太郎                                                                                            | 橋本とよ子                                                                                            | 11月30日 |
| 第1261話         | - | みんなでお片づけだゾ                                                                                  | 中弘子                                                                                                | ワタナベシンイチ                                                                                      | 鹿島典夫                                                                                              | 尾鷲英俊                                                                                              | 11月30日 |
| 第1261話         | - | この人はダレだっけ?だゾ                                                                               | 黒住光                                                                                                | しばたあきひさ                                                                                        | しばたあきひさ                                                                                        | 間々田益男                                                                                            | 11月30日 |
| 第1262話         | 第9期③                                                                                                | ひまのおもちゃだゾ（2008年）〈再〉                                                                    | 翁妙子                                                                                                | 横山広行                                                                                              | 横山広行                                                                                              | 大森孝敏                                                                                              | 12月7日  |
| 第1262話         | - | スーザンとけん玉だゾ                                                                                  | 清水東                                                                                                | 三浦陽                                                                                                | 三浦陽                                                                                                | 木村陽子                                                                                              | 12月7日  |
| 第1262話         | - | レンタル黒磯さんだゾ                                                                                  | 川辺美奈子                                                                                            | 三浦陽                                                                                                | 三浦陽                                                                                                | 林静香                                                                                                | 12月7日  |
| 第1262話         | - | Doctor-Xだゾ（2019年）〈再〉                                                                          | ムトウユージ                                                                                          | ムトウユージ                                                                                          | ムトウユージ                                                                                          | 木村陽子                                                                                              | 12月7日  |
| 第1263話         | 第10期⑤                                                                                               | 勝手にランキングだゾ（2010年）〈再〉                                                                  | うえのきみこ                                                                                          | 平井峰太郎                                                                                            | 平井峰太郎                                                                                            | 若松孝思                                                                                              | 12月14日 |
| 第1263話         | - | シカクをとるゾ                                                                                        | モラル                                                                                                | 横山広行                                                                                              | 横山広行                                                                                              | 樋口善法                                                                                              | 12月14日 |
| 第1263話         | - | 父ちゃん失格だゾ                                                                                      | ひるまちかこ                                                                                          | 横山広行                                                                                              | 横山広行                                                                                              | 間々田益男                                                                                            | 12月14日 |
| 第1264話         | 第14期④                                                                                               | 寒い日は父ちゃんと遊ぶ?だゾ（2018年）〈再〉                                                           | 川辺美奈子                                                                                            | しぎのあきら                                                                                          | ささきひろゆき                                                                                        | 尾鷲英俊                                                                                              | 12月21日 |
| 第1264話         | - | ファッションショーをやるゾ                                                                            | 清水東                                                                                                | 横山広行                                                                                              | 横山広行                                                                                              | 橋本とよ子                                                                                            | 12月21日 |
| 第1264話         | - | ぶりぶりざえもんの冒険 お宝コンプリート編                                                             | モラル                                                                                                | 横山広行                                                                                              | 横山広行                                                                                              | 高倉佳彦                                                                                              | 12月21日 |

## 2025年
| 話数             | DVD収録                                                           | サブタイトル                                                      | 脚本                                                              | 絵コンテ                                                          | 演出                                                              | 作画監督                                                          | 放送日      |
| ---------------- | ----------------------------------------------------------------- | ----------------------------------------------------------------- | ----------------------------------------------------------------- | ----------------------------------------------------------------- | ----------------------------------------------------------------- | ----------------------------------------------------------------- | ----------- |
| 第1265話         | 第10期⑪                                                           | マサオくんに花を…だゾ（2012年）〈再〉                             | 中弘子                                                            | 横山広行                                                          | 横山広行                                                          | 原勝徳                                                            | 1月4日      |
| 第1265話         | -                                                                 | チーターの犬をさがすゾ                                            | 晨原大輔                                                          | パクキョンスン                                                    | パクキョンスン                                                    | 門脇孝一                                                          | 1月4日      |
| 第1265話         | -                                                                 | 母ちゃんはおばちゃんだゾ                                          | 黒住光                                                            | 横山広行                                                          | 横山広行                                                          | 木村陽子                                                          | 1月4日      |
| 第1266話         | 第14期③                                                           | ななこおねいさんとおもちつきだゾ（2018年）〈再〉                  | ひるまちかこ                                                      | しぎのあきら                                                      | 平井峰太郎 今村洋輝                                               | 林静香                                                            | 1月11日     |
| 第1266話         | -                                                                 | 上尾先生大パニックだゾ                                            | 中弘子                                                            | 平井峰太郎                                                        | しばたあきひさ                                                    | 木村陽子                                                          | 1月11日     |
| 第1266話         | -                                                                 | お好み焼きで悩んじゃうゾ                                          | モラル                                                            | パクキョンスン                                                    | イムガヒ                                                          | 尾鷲英俊                                                          | 1月11日     |
| 第1267話         | 第9期③                                                            | お歌でお悩みだゾ（2008年）〈再〉                                  | 中弘子                                                            | 横山広行                                                          | 横山広行                                                          | 針金屋英郎                                                        | 1月18日     |
| 第1267話         | -                                                                 | 釣り堀レストランだゾ                                              | 晨原大輔                                                          | ワタナベシンイチ                                                  | 大槻一恵                                                          | 間々田益男                                                        | 1月18日     |
| 第1267話         | -                                                                 | 投票で決めるゾ                                                    | 晨原大輔                                                          | ワタナベシンイチ                                                  | しばたあきひさ                                                    | 高倉佳彦                                                          | 1月18日     |
| 第1268話         | 第14期④                                                           | 紅さそり隊にあこがれるゾ（2018年）〈再〉                          | 中弘子                                                            | しぎのあきら                                                      | 横山広行                                                          | 橋本とよ子                                                        | 1月25日     |
| 第1268話         | -                                                                 | うらがわを見たゾ                                                  | 川辺美奈子                                                        | 三浦陽                                                            | 三浦陽                                                            | 門脇孝一                                                          | 1月25日     |
| 第1268話         | -                                                                 | フセンは便利だゾ                                                  | 中弘子                                                            | 三浦陽                                                            | 三浦陽                                                            | 入江康智                                                          | 1月25日     |
| 第1269話         | 第14期⑤                                                           | マニキュアを塗りたい母ちゃんだゾ（2018年）〈再〉                  | 中弘子                                                            | 横山広行                                                          | 横山広行                                                          | 木村陽子                                                          | 2月1日      |
| 第1269話         | 第12期⑥                                                           | 愛のみかんだゾ（2015年）〈再〉                                    | 清水東                                                            | 平井峰太郎                                                        | 平井峰太郎                                                        | 林静香                                                            | 2月1日      |
| 第1269話         | -                                                                 | フナモリで遊ぶゾ                                                  | モラル                                                            | パクキョンスン                                                    | しばたあきひさ                                                    | 門脇孝一                                                          | 2月1日      |
| 第1270話         | 第9期⑤                                                            | ラップでお掃除だゾ（2009年）〈再〉                                | 中弘子                                                            | ささきひろゆき                                                    | ささきひろゆき                                                    | 大森孝敏                                                          | 2月8日      |
| 第1270話         | -                                                                 | 父チャーハンだゾ                                                  | 清水東                                                            | ワタナベシンイチ                                                  | しばたあきひさ                                                    | 木村陽子                                                          | 2月8日      |
| 第1270話         | -                                                                 | がんばるシロだゾ                                                  | 黒住光                                                            | 末田宜史                                                          | 末田宜史                                                          | 樋口善法                                                          | 2月8日      |
| 第1271話         | 第15期④                                                           | ファミレスごっこだゾ（2019年）〈再〉                              | 中弘子                                                            | 京極尚彦                                                          | 京極尚彦                                                          | 間々田益男                                                        | 2月15日     |
| 第1271話         | -                                                                 | 幼稚園のリフォームだゾ                                            | 川辺美奈子                                                        | 横山広行                                                          | 横山広行                                                          | 樋口善法                                                          | 2月15日     |
| 第1271話         | -                                                                 | じいちゃんとむさえちゃんだゾ                                      | 阪口和久                                                          | 平井峰太郎                                                        | しばたあきひさ                                                    | 高倉佳彦                                                          | 2月15日     |
| 第1272話         | 第13期⑪                                                           | コインランドリーはらくらくだゾ（2017年）〈再〉                    | 黒住光                                                            | 横山広行                                                          | 横山広行                                                          | 尾鷲英俊                                                          | 2月22日     |
| 第1272話         | -                                                                 | 落ちたいオーディションだゾ                                        | 晨原大輔                                                          | 三浦陽                                                            | 三浦陽                                                            | 間々田益男                                                        | 2月22日     |
| 第1272話         | -                                                                 | 手みやげ禁止だゾ                                                  | 中弘子                                                            | パクキョンスン                                                    | パクキョンスン                                                    | 尾鷲英俊                                                          | 2月22日     |
| 第1273話         | 第14期④                                                           | カエルさん帰るだゾ（2018年）〈再〉                                | 中弘子                                                            | しぎのあきら                                                      | 平井峰太郎 今村洋輝                                               | 門脇孝一                                                          | 3月1日      |
| 第1273話         | -                                                                 | 先生たちのおやつタイムだゾ                                        | ひるまちかこ                                                      | ワタナベシンイチ                                                  | 鹿島典夫                                                          | 木村陽子                                                          | 3月1日      |
| 第1273話         | -                                                                 | チャレンジするゾ                                                  | 黒住光                                                            | 三浦陽                                                            | パクキョンスン                                                    | 間々田益男                                                        | 3月1日      |
| 第1274話         | 第14期②                                                           | ベビーシッターは大変だゾ（2017年）〈再〉                          | ひるまちかこ                                                      | 三浦陽                                                            | 横山広行                                                          | 原勝徳                                                            | 3月8日      |
| 第1274話         | 第12期⑧                                                           | 掃除機を買うゾ（2015年）〈再〉                                    | 阪口和久                                                          | 義野利幸                                                          | ささきひろゆき                                                    | 間々田益男                                                        | 3月8日      |
| 第1274話         | -                                                                 | 背中がかゆいゾ                                                    | 中弘子                                                            | 横山広行                                                          | 横山広行                                                          | 入江康智                                                          | 3月8日      |
| 第1275話         | 第9期⑫                                                            | コートの下は...だゾ（2010年）〈再〉                               | 中弘子                                                            | 平井峰太郎                                                        | 平井峰太郎                                                        | 門脇孝一                                                          | 3月15日     |
| 第1275話         | -                                                                 | 父ちゃんのおかたづけだゾ                                          | 阪口和久                                                          | イムガヒ                                                          | イムガヒ                                                          | 高倉佳彦                                                          | 3月15日     |
| 第1275話         | -                                                                 | ポケットはいらないゾ                                              | 中弘子                                                            | 三浦陽                                                            | 末田宜史                                                          | 橋本とよ子                                                        | 3月15日     |
| 第1276話         | 第15期⑤                                                           | シロと箱だゾ（2019年）〈再〉                                      | 阪口和久                                                          | 高橋渉                                                            | 高橋渉                                                            | 木村陽子                                                          | 3月22日     |
| 第1276話         | -                                                                 | チータータワーをたてるゾ                                          | 晨原大輔                                                          | ワタナベシンイチ                                                  | しばたあきひさ                                                    | 間々田益男                                                        | 3月22日     |
| 第1276話         | -                                                                 | 愛のいちご狩りだゾ                                                | 晨原大輔                                                          | 平井峰太郎                                                        | しばたあきひさ                                                    | 尾鷲英俊                                                          | 3月22日     |
| 第1277話         | 第15期⑤                                                           | 防衛隊のお花見だゾ（2019年）〈再〉                                | 黒住光                                                            | 平井峰太郎                                                        | 平井峰太郎                                                        | 間々田益男                                                        | 3月29日     |
| 第1277話         | -                                                                 | 紅さそり隊をかっこよく撮るゾ                                      | 黒住光                                                            | 三浦陽                                                            | 三浦陽                                                            | 木村陽子                                                          | 3月29日     |
| 第1277話         | -                                                                 | おみそ汁を作るゾ                                                  | 中弘子                                                            | パクキョンスン                                                    | 本間みなみ                                                        | 門脇孝一                                                          | 3月29日     |
| 第1278話         | 第14期⑥                                                           | 幹事をまかされたゾ（2018年）〈再〉                                | 中弘子                                                            | 池端たかし                                                        | 平井峰太郎                                                        | 門脇孝一                                                          | 4月5日      |
| 第1278話         | 第9期⑤                                                            | あいちゃんがダイエットだゾ（2009年）〈再〉                        | 翁妙子                                                            | 貞光紳也                                                          | 貞光紳也                                                          | 樋口善法                                                          | 4月5日      |
| 第1278話         | -                                                                 | 父ちゃんのメンコだゾ                                              | 清水東                                                            | 横山広行                                                          | 横山広行 藤城優也                                                 | 高倉佳彦                                                          | 4月5日      |
| 第1279話         | 第14期④                                                           | スタンプラリーだゾ（2018年）〈再〉                                | 阪口和久                                                          | 木野雄                                                            | 木野雄                                                            | 木村陽子                                                          | 4月12日     |
| 第1279話         | -                                                                 | もう食べなくていい!だゾ                                           | ひるまちかこ                                                      | 三浦陽                                                            | 末田宜史                                                          | 橋本とよ子                                                        | 4月12日     |
| 第1279話         | -                                                                 | 将来の夢はアクション仮面だゾ                                      | 黒住光                                                            | 横山広行                                                          | 横山広行                                                          | 間々田益男                                                        | 4月12日     |
| 第1280話         | 第14期⑥                                                           | パンのシールを集めるゾ（2018年）〈再〉                            | ひるまちかこ                                                      | 三浦陽                                                            | ささきひろゆき                                                    | 木村陽子                                                          | 4月19日     |
| 第1280話         | 第15期⑪                                                           | 何かしながら帰るゾ（2020年）〈再〉                                | 待田堂子                                                          | しぎのあきら                                                      | 安藤良                                                            | 門脇孝一                                                          | 4月19日     |
| 第1280話         | -                                                                 | 新しいママだゾ                                                    | 黒住光                                                            | パクキョンスン                                                    | しばたあきひさ                                                    | 入江康智                                                          | 4月19日     |
| 第1281話         | 第15期⑥                                                           | タケノコをほりほりするゾ（2019年）〈再〉                          | 川辺美奈子                                                        | 河原龍太                                                          | 河原龍太                                                          | 間々田益男                                                        | 4月26日     |
| 第1281話         | -                                                                 | シロのこだわりだゾ                                                | 清水東                                                            | ワタナベシンイチ                                                  | しばたあきひさ                                                    | 樋口善法                                                          | 4月26日     |
| 第1281話         | -                                                                 | くまモンが来たゾ                                                  | 川辺美奈子                                                        | ムトウユージ                                                      | ムトウユージ                                                      | 林静香                                                            | 4月26日     |
| 第1282話         | 第14期⑥                                                           | 黒磯さんの素顔を見たいゾ（2018年）〈再〉                          | 黒住光                                                            | しぎのあきら                                                      | 今村洋輝                                                          | 林静香                                                            | 5月3日      |
| 第1282話         | -                                                                 | おニューな美容室だゾ                                              | モラル                                                            | 三浦陽                                                            | 本間みなみ                                                        | 木村陽子                                                          | 5月3日      |
| 第1282話         | -                                                                 | 大怪獣せましだゾ                                                  | 黒住光                                                            | ムトウユージ                                                      | ムトウユージ                                                      | 尾鷲英俊                                                          | 5月3日      |
| 第1283話         | 第14期⑥                                                           | カゼをひいてタイクツだゾ（2018年）〈再〉                          | 川辺美奈子                                                        | しぎのあきら                                                      | 京極尚彦                                                          | 原勝徳                                                            | 5月10日     |
| 第1283話         | 第14期⑤                                                           | 父ちゃんのサラサラヘアーだゾ（2018年）〈再〉                      | 清水東                                                            | ムトウユージ                                                      | ムトウユージ                                                      | 間々田益男                                                        | 5月10日     |
| 第1283話         | -                                                                 | へば、しんこちゃんだゾ                                            | 中弘子                                                            | 三浦陽                                                            | パクキョンスン                                                    | 間々田益男                                                        | 5月10日     |
| 第1284話         | 第13期③                                                           | 風間くんと怒られちゃったゾ（2016年）〈再〉                        | 阪口和久                                                          | 横山広行                                                          | 横山広行                                                          | 橋本とよ子                                                        | 5月17日     |
| 第1284話         | -                                                                 | うわばきを乾かすゾ                                                | ひるまちかこ                                                      | 本間みなみ                                                        | 本間みなみ                                                        | 原勝徳                                                            | 5月17日     |
| 第1284話         | -                                                                 | カップケーキを作るゾ                                              | モラル                                                            | 三上喜子                                                          | 末田宜史                                                          | 大森孝敏                                                          | 5月17日     |
| 第1285話         | 第15期⑪                                                           | 三角関係ベースボールだゾ（2020年）〈再〉                          | 黒住光                                                            | ムトウユージ                                                      | ムトウユージ                                                      | 高倉佳彦                                                          | 5月24日     |
| 第1285話         | -                                                                 | 悩めるセールスマンだゾ                                            | 清水東                                                            | しばたあきひさ                                                    | しばたあきひさ                                                    | 林静香                                                            | 5月24日     |
| 第1285話         | -                                                                 | ダブルじいちゃんの凧あげだゾ                                      | 清水東                                                            | ワタナベシンイチ                                                  | しばたあきひさ                                                    | 門脇孝一                                                          | 5月24日     |
| 第1286話         | 第14期⑥                                                           | ふろくを作るゾ（2018年）〈再〉                                    | 川辺美奈子                                                        | 今村洋輝                                                          | 今村洋輝                                                          | 間々田益男                                                        | 5月31日     |
| 第1286話         | 第15期⑫                                                           | 夢のつづきを見るゾ（2020年）〈再〉                                | 晨原大輔                                                          | 三浦陽                                                            | 三浦陽                                                            | 木村陽子                                                          | 5月31日     |
| 第1286話         | -                                                                 | ブリチューバーのネタ探しだゾ                                      | 川辺美奈子                                                        | 平井峰太郎                                                        | パクキョンスン                                                    | 高倉佳彦                                                          | 5月31日     |
| 第1287話         | 第11期⑨                                                           | カスカベ防衛隊の解散だゾ（2013年）〈再〉                          | 川辺美奈子                                                        | ささきひろゆき                                                    | ささきひろゆき                                                    | 大森孝敏                                                          | 6月7日      |
| 第1287話         | -                                                                 | 横浜へおでかけだゾ                                                | 晨原大輔                                                          | ムトウユージ                                                      | ムトウユージ                                                      | 高倉佳彦 間々田益男                                               | 6月7日      |
| 第1288話         | 第14期⑦                                                           | 野菜を育てるゾ（2018年）〈再〉                                    | ひるまちかこ                                                      | 池端たかし                                                        | ささきひろゆき                                                    | 間々田益男                                                        | 6月14日     |
| 第1288話         | -                                                                 | カタツムリレーだゾ                                                | ひるまちかこ                                                      | パクキョンスン                                                    | パクキョンスン                                                    | 尾鷲英俊                                                          | 6月14日     |
| 第1288話         | -                                                                 | しかれない父ちゃんだゾ                                            | 晨原大輔                                                          | 横山広行                                                          | 鹿島典夫                                                          | 樋口善法                                                          | 6月14日     |
| 第1289話         | 第11期⑪                                                           | 母ちゃんのお宝を探すゾ（2013年）〈再〉                            | 川辺美奈子                                                        | 横山広行                                                          | 横山広行                                                          | 門脇孝一                                                          | 6月21日     |
| 第1289話         | 第15期⑩                                                           | 何かが足りないゾ（2019年）〈再〉                                  | 待田堂子                                                          | 平井峰太郎                                                        | 安藤良                                                            | 門脇孝一                                                          | 6月21日     |
| 第1289話         | -                                                                 | 父ちゃんの読み聞かせだゾ                                          | モラル                                                            | 三浦陽                                                            | 鹿島典夫                                                          | 木村陽子                                                          | 6月21日     |
| 第1290話         | 第11期③                                                           | 夏を先取りするゾ（2012年）〈再〉                                  | 翁妙子                                                            | 横山広行                                                          | 横山広行                                                          | 木村陽子                                                          | 6月28日     |
| 第1290話         | -                                                                 | あいちゃんの風間くんウォッチングだゾ                              | モラル                                                            | 三浦陽                                                            | 三浦陽                                                            | 林静香                                                            | 6月28日     |
| 第1290話         | -                                                                 | アイスを高くつむゾ                                                | 清水東                                                            | 三浦陽                                                            | 三浦陽                                                            | 原勝徳                                                            | 6月28日     |
| 第1291話         | 第15期⑬                                                           | 時間にきびしいゾ（2020年）〈再〉                                  | 黒住光                                                            | しぎのあきら                                                      | 西平淑郎                                                          | 間々田益男                                                        | 7月5日      |
| 第1291話         | -                                                                 | サラリーマンしんのすけ シロ社長に会うゾ                           | 晨原大輔                                                          | 西見祥示郎                                                        | 末田宜史                                                          | 木村陽子 山本美郷                                                 | 7月5日      |
| 第1291話         | -                                                                 | 園長先生の絵手紙だゾ                                              | 川辺美奈子                                                        | 三上喜子                                                          | 本間みなみ                                                        | 針金屋英郎                                                        | 7月5日      |
| 第1292話         | 第14期⑥                                                           | くんせいにチャレンジするゾ（2018年）〈再〉                        | 待田堂子                                                          | 木野雄                                                            | 木野雄                                                            | 大森孝敏                                                          | 7月12日     |
| 第1292話         | 第15期⑭                                                           | 押し入れネネちゃんだゾ（2020年）〈再〉                            | 阪口和久                                                          | しぎのあきら                                                      | 安藤良                                                            | 高倉佳彦                                                          | 7月12日     |
| 第1292話         | -                                                                 | スマホで支払うゾ                                                  | モラル                                                            | 西平淑郎                                                          | しばたあきひさ                                                    | 間々田益男                                                        | 7月12日     |
| 第1293話         | 第10期②                                                           | タコさんはたくさんだゾ（2010年）〈再〉                            | 静谷伊佐夫                                                        | ささきひろゆき                                                    | ささきひろゆき                                                    | 針金屋英郎                                                        | 7月19日     |
| 第1293話         | -                                                                 | あいちゃんとカップラーメンだゾ                                    | モラル                                                            | ワタナベシンイチ                                                  | しばたあきひさ                                                    | 高倉佳彦                                                          | 7月19日     |
| 第1293話         | -                                                                 | 真夜中のひまわりだゾ                                              | 阪口和久                                                          | ワタナベシンイチ                                                  | パクキョンスン                                                    | 大森孝敏                                                          | 7月19日     |
| 第1294話         | 第15期⑭                                                           | ずぶ濡れの園長先生だゾ（2020年）〈再〉                            | 阪口和久                                                          | 三浦陽                                                            | 三浦陽                                                            | 間々田益男                                                        | 7月26日     |
| 第1294話         | -                                                                 | ゴージャス刑児登場だゾ                                            | モラル                                                            | 三浦陽                                                            | 大槻一恵                                                          | 門脇孝一                                                          | 7月26日     |
| 第1294話         | -                                                                 | 母ちゃんのスマホ離れだゾ                                          | モラル                                                            | 三浦陽                                                            | 三浦陽                                                            | 間々田益男                                                        | 7月26日     |
| 第1295話         | 第14期⑦                                                           | 父ちゃんの健康診断だゾ（2018年）〈再〉                            | 中弘子                                                            | しぎのあきら                                                      | 平井峰太郎                                                        | 橋本とよ子                                                        | 8月2日      |
| 第1295話         | 第15期⑧                                                           | 風間くんちは避暑地だゾ（2019年）〈再〉                            | ひるまちかこ                                                      | 池端たかし                                                        | 安藤良                                                            | 木村陽子                                                          | 8月2日      |
| 第1295話         | -                                                                 | ラジオに出るゾ                                                    | 川辺美奈子                                                        | イムガヒ                                                          | イムガヒ                                                          | 林静香                                                            | 8月2日      |
| SPECIAL SUNDAY 8 | クレヨンしんちゃん オラたちの恐竜日記（2024年）（監督：佐々木忍） | クレヨンしんちゃん オラたちの恐竜日記（2024年）（監督：佐々木忍） | クレヨンしんちゃん オラたちの恐竜日記（2024年）（監督：佐々木忍） | クレヨンしんちゃん オラたちの恐竜日記（2024年）（監督：佐々木忍） | クレヨンしんちゃん オラたちの恐竜日記（2024年）（監督：佐々木忍） | クレヨンしんちゃん オラたちの恐竜日記（2024年）（監督：佐々木忍） | 8月3日      |
| 第1296話         | 第14期②                                                           | ボーちゃんの秘密だゾ（2017年）〈再〉                              | 黒住光                                                            | 寺本幸代                                                          | 西田健一                                                          | 堀江佑                                                            | 8月9日      |
| 第1296話         | -                                                                 | みんなでインドに行くゾ                                            | うえのきみこ                                                      | 橋本昌和                                                          | 橋本昌和                                                          | 針金屋英郎                                                        | 8月9日      |
| 第1296話         | -                                                                 | 主題歌オーディションだゾ                                          | 晨原大輔                                                          | ムトウユージ                                                      | ムトウユージ                                                      | 木村陽子                                                          | 8月9日      |
| 第1297話         | 第14期①                                                           | ペンギンが来たゾ（2017年）〈再〉                                  | 阪口和久                                                          | しぎのあきら                                                      | 木野雄                                                            | 林一哉                                                            | 8月16日     |
| 第1297話         | -                                                                 | カッコいい監視員さんだゾ                                          | 晨原大輔                                                          | 大槻一恵                                                          | 大槻一恵                                                          | 原勝徳                                                            | 8月16日     |
| 第1297話         | -                                                                 | むさえちゃんはツイてないゾ                                        | 中弘子                                                            | 平井峰太郎                                                        | 末田宜史                                                          | 尾鷲英俊                                                          | 8月16日     |
| 第1298話         | 第10期⑧                                                           | 先生たちのお買い物だゾ（2011年）〈再〉                            | 阪口和久                                                          | 義野利幸                                                          | ささきひろゆき                                                    | 原勝徳                                                            | 8月23日予定 |
| 第1298話         | 第15期⑮                                                           | アクション仮面と走るゾ（2020年）〈再〉                            | 川辺美奈子                                                        | 三浦陽                                                            | 三浦陽                                                            | 橋本とよ子                                                        | 8月23日予定 |
| 第1298話         | -                                                                 | 荷物を送るゾ                                                      |                                                                   |                                                                   |                                                                   |                                                                   | 8月23日予定 |